# Poimenski seznam rek
Poimenski seznam rek.

## A
- Aa - več rek (Francija, Belgija, Nizozemska, Nemčija, Švica)
- Aach (Nemčija)
- Aare/Aar pritok Visokega Rena (Švica)
- Abava (Latvija)
- Abazulgol (Rusija)
- Abens (Nemčija)
- Åbyälven (Švedska)
- Abzucht (Nemčija)
- Achankovil (Indija-Kerala)
- Åkersström (Švedska)
- Acksjöälven (Švedska)
- Acolin (Francija)
- Adaja (Španija)
- Adda (313 km) (Italija)
- Adelaide (reka) (Avstralija)
- Adiža, Adige, Etsch (415 km) (Italija)
- Adour (335 km) (Francija)
- Aff (Francija)
- Agano (Japonska)
- Ager (Avstrija)
- Agger (Nemčija)
- Agogna (Italija)
- Agout (Francija)
- Agri (Italija)
- Aheloj (Bolgarija)
- Ahelos (Grčija)
- Aheron (Grčija)
- Ahja (Estonija)
- Ahr (Nemčija)
- Ahr / Aurino (Italija-Južna Tirolska)
- Ailette (Francija)
- Ailloux (Francija)
- Ain (Francija)
- Aigre (Francija)
- Aire (Anglija; 2. Francija)
- Aisne (Francija; 2. Belgija)
- Aist (Avstrija)
- Aiviekste (Latvija)
- Ajdar (Rusija, Ukrajina)
- Ajtoska reka (Bolgarija)
- Akerselva (Norveška)
- Aksu (Kazahstan)
- Alagnon (Francija)
- Alagnonnette (Francija)
- Alagón (Španija)
- Alb (Nemčija)
- Albama (ZDA)
- Alån (Švedska)
- Albany (reka) (Kanada)
- Albula (Švica)
- Alcantara (Italija-Sicilija)
- Aldan (2240 km) (Rusija)
- Alène (Francija)
- Alet (Francija)
- Alkalija (Ukrajina)
- Allanche (Francija)
- Allegheny (ZDA)
- Aller (Nemčija)
- Allier (Francija)
- Alm (Avstrija)
- Almaån (Švedska)
- Almaș (Romunija)
- Almbach (Avstrija)
- Alme (Nemčija)
- Almond (Škotska)
- Almont (Francija)
- Alpe (Nemčija)
- Alpenrhein (Švica, Lihtenštajn)
- Alrance (Francija)
- Ålsån (Švedska)
- Alster (Nemčija)
- Alta/Altaelva (Norveška)
- Altenau (Nemčija)
- Altier (Francija)
- Altmühl (Nemčija)
- Alvier (Švica)
- Alz (Nemčija)
- Alzette (Franc., Luksemburg)
- Alzon (Francija)
- Alzou (Francija)
- Åman (Švedska)
- Amaradia (Romunija)
- Amazonka (6800 km) (Brazilija, Peru, Ekvador, Kolumbija)
- Ammer (Nemčija)
- Ammerån (Švedska)
- American (ZDA)
- Amga (Rusija)
- Amgun (Rusija)
- Amper /Ammer (Nemčija)
- Amstel, Nizozemska
- Amu Darja (2620 km) (Afganistan/Tadžikistan, Turkmenistan, Uzbekistan)
- Amula (Latvija)
- Amur (2824 km) (Rusija)
- Anadir (1170 km) (Rusija)
- Anabar (Rusija)
- Anapo (Italija-Sicilija)
- Anarjohka (Norveška/Finska)
- Ance du Sud (Francija)
- Ancholme (Anglija)
- Andakílsá (Islandija)
- Andelle (Francija)
- Anderson (reka) (Kanada)
- Angara (1849 km) (Rusija, Mongolija)
- Anger (Nemčija)
- Angerman/Ångermanälven (Švedska)
- Ängesån (Švedska)
- Anglin (Francija)
- Anguison (Francija)
- Aniene (Italija)
- Aninan (Škotska)
- Aniža, Enns, Avstrija
- Anjuj (Rusija)
- Annan (Škotska)
- Anse (Francija)
- Ansiei (Italija)
- Anska reka (Severna Makedonija)
- Antiesen (Avstrija)
- Anza (Italija)
- Aorere (Nova Zelandija)
- Apšė/Apše (Litva/Latvija)
- Apšicja (Ukrajina)
- Aragón (Španija)
- Araguaio (2620 km) (Brazilija)
- Araks/Aras/ (Azerbajdžan, Iran, Armenija, Turčija)
- Arån (Švedska)
- Aranca/Zlatica (Romunija, Srbija)
- Arac (Francija)
- Arahura (Nova Zelandija)
- Arbas (Francija)
- Arbogaån (Švedska)
- Arc (Francija)
- Archar(ica) (Bolgarija)
- Arconce (Francija)
- Arcueil (Francija)
- Arda/Ardas (Bolgarija, Grčija/Turčija)
- Arda, Italija
- Ardèche (Francija)
- Ardre (Francija)
- Arefu (Romunija)
- Arendalsvassdraget (Norveška)
- Areuse (Švica)
- Argen (Nemčija)
- Argens (Francija)
- Argenton (Francija)
- Argeș (340 km) (Romunija)
- Argun, Azija/Ergun He (1620 km) (Rusija, Kitajska)
- Argun, Kavkaz (Rusija)
- Ariège (Francija)
- Arieș (Romunija)
- Arize (Francija)
- Arkansas (2333 km) (Severna Amerika),
- Arlanzón (Španija)
- Arly (Francija)
- Armançon (Francija)
- Armasjoki (Švedska)
- Arno (241 km) (Italija)
- Arnon (Francija)
- Aron (Francija)
- Aronde (Francija)
- Årosälven (Švedska)
- Arques (Francija)
- Arrats (Francija)
- Arros (Francija)
- Arroux (Francija)
- Arun (Anglija in še 1 v Franciji)
- Arve (Francija, Švica)
- Arz (Francija)
- Arzino (Italija-Karnija)
- Aschau (Nemčija)
- Aschach (Avstrija)
- Asenica /Čepelarska reka (Bolgarija)
- Ashaway (ZDA)
- Asi (Turčija)
- Aspio (Italija)
- Astarahaj (Iran/Azerbajdžan)
- Atbara (1120 km) (Sudan)
- Aterno (Italija) Aterno-Pescara
- Athabasca (1040 km) (Kanada)
- Atmata (Litva)
- Ätran (Švedska)
- Atrato (665 km) (Kolumbija)
- Aube (248 km) (Francija)
- Aubetin (Francija)
- Aubette; Aubette de Meulan (Francija)
- Aude (reka) (Francija)
- Aue (Nemčija)
- Aujon (Francija)
- L'Aulne Auroue
- Armançon (Francija)
- Aupa/Avpa (Italija-Furlanija)
- Auroue (Auroue)
- Aulella (Italija)
- Aulne (Francija)
- Aunay (Francija)
- Aura (Norveška)
- Aurach (Avstrija)
- Auron (Francija)
- Ausa (San Marino, Italija)
- Aussa/L'Ausa (Italija-Furlanija)
- Austari-Jökulsá (Islandija)
- Austreberthe (Francija)
- Authie (Francija)
- Automne (Francija)
- Auvézère (Francija)
- Auxois (Francija)
- Auzon (Francija)
- Auzoue (Francija)
- Avaš (reka) (Etiopija)
- Averser Rhein (Švica)
- Aveyron (Francija)
- Avoca (Irska)
- Avon (155 km) (Anglija 3; Škotska 1, Francija 1)
- Avon (reka, Nova Zelandija)
- Avonmore (Irska)
- Avre (Francija)
- Avrig (Romunija)
- Awali /Bostrenos (Libanon)
- Awatere (Nova Zelandija)
- Ayaköz (Kazahstan)

## B
- Babao (Kitajska)
- Baboia (Romunija)
- Babošnica (Bosna in H.)
- Babuna (Severna Makedonija)
- Bacchiglione (Italija)
- Bača (Slovenija)
- Badaševica (Slovenija)
- Baganza (Italija)
- Bahtemir (Rusija)
- Baitarani (Indija)
- Baïse (Francija)
- Balasan (Romunija)
- Bällstaån/Spångaån (Švedska)
- Balonne (Avstralija)
- Banas (Indija)
- Bănești (Romunija)
- Bandiat (Francija)
- Bandon (Irska)
- Banias (Sirija?, Izrael)
- Banjica (Bosna in Hercegovina)
- Banjska reka (več; Srbija)
- Bann (severna Irska)
- Barata (Bolgarija)
- Barbadun (Španija)
- Barcău /Berettyó (Romunija, Madžarska)
- Bârlad (Romunija)
- Barrow (Irska)
- Barse (Francija)
- Bartuva/Bārta (Litva, Latvija)
- Barwon (Avstralija)
- Barycz (Poljska)
- Bascov (Romunija)
- Basento (Italija)
- Bașeu (Romunija)
- Baščica (Bosna in Hercegovina)
- Batova (Bolgarija)
- Baunatz (Nemčija)
- Baup (Francija)
- Bave (Francija)
- Bäveån (Švedska)
- Baye de Clarens (Švica)
- Baye de Montreux (Švica)
- Bayrbach/Bayrachbach (Avstrija/Memčija)
- Beas (Indija)
- Beaverhead (111 km) (ZDA)
- Bebrava (Slovaška)
- Bečva (Češka)
- Beaume (Francija)
- Beaver (Kanada)
- Bednja (Hrvaška)
- Bega/Begej (Romunija/Srbija)
- Begna (Norveška)
- Beiarelva (Norveška)
- Beirut (reka) (Libanon)
- Bejsug (Rusija)
- Belá (Slovaška)
- Bělá (Češka)
- Bela (Kanalska dolina)/Fella (Italija-Furlanija)
- Bela (Koroška reka), Vellach (Avstrija/Koroška)
- Bela (Drava) (Slovenija)
- Belaja (1480 km) (Rusija...?)
- Belešnica (Severna Makedonija)
- Belica (Bolgarija)
- Belice (Italija-Sicilija)
- Beli Drim (Kosovo, Albanija)
- Beli Elster (Weisse Elster/Bílý Halštrov) (Češka, Nemčija)
- Beli Ilmen (Rusija)
- Beli Kriš (Romunija, Madžarska)
- Belovisjka Reka (Severna Makedonija)
- Běluňka (Češka)
- Benaize (Francija)
- Bënça (Albanija)
- Beni (1700 km) (Bolivija)
- Berava (Hrvaška)
- Berchtesgadener Ache (Nemčija, Avstrija)
- Berezina (613 km) (Belorusija)
- Berkel (Nemčija, Nizozemska)
- Berounka (Češka)
- Bergvattenån (Švedska)
- Berufjarðará (Islandija)
- Berzasca (Romunija)
- Besbre (Francija)
- Beška (Ukrajina)
- Béthune (Francija)
- Betwa (Indija)
- Beuvron (Loara), 2. Beuvron (Yonne) (Francija)
- Bévéra (Francija, Italija)
- Bharatapuzha (Indija-Kerala)
- Bhima (Indija)
- Biber (Nemčija)
- Bîc/Bâc (Moldova)
- Biberbach (Nemčija)
- Bidente-Ronco (Italija)
- Biđ (Hrvaška)
- Biebrza (Poljska)
- Biela Orava (Slovaška)
- Bienne (reka) (Francija)
- Bièvre (Francija)
- Biferno (Italija)
- Bighorn (ZDA)
- Bigge (Nemčija)
- Bija (Rusija)
- Bijela (Hrvaška)
- Bijela, Neretva (Bosna in Hercegovina)
- Bijela, Črna Gora
- Bila (Bosna in Hercegovina)
- Bílina (Češka)
- Bina (Nemčija)
- Binačka Morava (Kosovo, Severna Makedonija, Srbija)
- Bioštica (Bosna in Hercegovina)
- Birlad (Romujija)
- Birs (Švica)
- Bistraja (Rusija)
- Bitýška (Češka)
- Bitztala (Latvija)
- Biserna reka, Zhũ Jiãng (2400 km) Kitajska
- Bistra (več rek: Slovenija, Romunija...)
- Bistra reka (Sông Lô) (Kitajska, Vietnam)
- Bistrica (več rek in vodotokov v Sloveniji, Avstriji idr.)
- Bistrica (Kozjansko) (Slovenija)
- Bistrica Nadvirjanska (Ukrajina)
- Bistrica Solotvinska (Ukrajina)
- Bistricë /Bistrica (Albanija)
- Bistrița (2 reki, Romunija)
- Bjala reka (Bolgarija)
- Bjøllåga /Biellok (Norveška)
- Bjoreio (Norveška)
- Bjurälven (Švedska)
- Blackälven (Švedska)
- Blackwater (2 različni, Irska)
- Blahnița (Romunija)
- Blaise (Francija)
- Blanda (Islandija)
- Blanice (Češka)
- Blatnice (2, Češka)
- Blato (reka) (Severna Makedonija)
- Blava (Slovaška)
- Blavet (Francija)
- Blh (Slovaška)
- Blizna (Bosna in H.)
- Blšanka (Češka)
- Bóbr (Poljska)
- Bobr (Belorusija)
- Bobrik (Belorusija) (Rusija)
- Bobrownica (Poljska)
- Bobrůvka (Češka)
- Bobrzańka (Poljska)
- Bode (Nemčija)
- Bodträskån (Švedska)
- Bódva (Slovaška, Madžarska)
- Bodrog (Slovaška/Madžarska)
- Bogna (Italija)
- Boivre (Francija)
- Bojana /Bunë (Albanija, Črna Gora)
- Bolda (Rusija)
- Boldirka (Ukrajina)
- Boljunčica (Hrvaška-Istra)
- Bolmån (Švedska)
- Bolska (Slovenija)
- Bolšoj Anjuj (Rusija)
- Bolva (Rusija)
- Bönälven (Švedska)
- Bonne (Francija)
- Bonnieure (Francija)
- Borbera (Italija)
- Bormida di Spigno (Italija)
- Borne (Francija)
- Borovački potok (Bosna in Hercegovina)
- Boržava (Ukrajina)
- Bosna (271 km) (Bosna in Hercegovina)
- Bosut (Hrvaška, Srbija)
- Botna (Moldova)
- Botorpsströmmen (Švedska)
- Botunja (reka) (Bolgarija)
- Bouble (Francija)
- Boudouyssou (Francija)
- Boulder (ZDA)
- Bourbince (Francija)
- Bourne Eau (Anglija)
- Boutonne (Francija)
- Bouzanne (Francija)
- Bow River (Kanada)
- Boyne (Irska)
- Bračana (Hrvaška)
- Bradano (Italija)
- Brădești (2; Romunija)
- Brahmani (Indija)
- Brahmaputra, Amo (2900 km) (Kitajska-Tibet, Indija)
- Braia (Romunija)
- Bräkneån (Švedska)
- Brame (Francija)
- Braníca (Slovenija)
- Branice (Češka)
- Braye (Francija)
- Brays Bayou (ZDA)
- Brazos (1290 km) (Teksas, ZDA)
- Brda (Poljska)
- Brèche (Francija)
- Brede Å (Danska)
- Breg (Nemčija)
- Bregalnica (Severna Makedonija)
- Bregana (Hrvaška/Slovenija)
- Bregava (Bosna in Hercegovina)
- Bregenzerache (Avstrija-Predarlsko)
- Breggia (Švica, Italija)
- Breitach, Nemčija, Avstrija
- Breitenbrunner Laber (Nemčija)
- Brembo (reka) (Italija)
- Brenta (Italija)
- Brenz (Nemčija)
- Bresle (Francija)
- Brezna (reka) (Hrvaška)
- Březná (Češka)
- Breznica (Hrvaška) (2)
- Brežnica (Hrvaška) (Hrvaška)
- Briance (Francija)
- Brigach (Nemčija)
- Briježnica (Bosna in Herc.)
- Brinja (Bosna in Hercegovina)
- Brisbane River (Avstralija)
- Brixentaler Ache (Avstrija)
- Brka (Bosna in H.)
- Bröl (Nemčija)
- Brömsebäck (Švedska)
- Broströmmen (Švedska)
- Broye (Švica)
- Brtnice (Češka)
- Bruatorpsån (Švedska)
- Brusnik (Slovaška)
- Brzaja (Hrvaška)
- Brzeźnica (Poljska)
- Buda (reka) (Romunija)
- Budișteanca (Romunija)
- Buerjin (Kitajska-Ujgurija)
- Buffalo Bayou (ZDA)
- Zahodni Bug (856 km) (Ukrajina, Belorusija, Poljska)
- Južni Bug (Ukrajina)
- Buhan (Južna Koreja)
- Buj (Rusija)
- Bukovica (Trstionica) (Bosna in Hercegovina)
- Bukovica (reka) (Črna Gora)
- Buller River (Nova Zelandija)
- Buna (Bosna in Hercegovina; 2.= Hrvaška)
- Bundara (Avstralija)
- Bunica (Bosna in Hercegovina)
- Bunta (reka) (Bosna in Hercegovina)
- Bure(älven) (Švedska)
- Burgdorfer Aue (Nemčija)
- Bušma (Rusija)
- Bût /But (Italija-Karnija)
- Butižnica (Hrvaška)
- Buzan (Rusija)
- Buzău (Romunija)
- Byälven (Švedska)
- Byk (Ukrajina)
- Byskeälven (Švedska)
- Bystrianka (Slovaška)
- Bystrica (več; Slovaška)
- Bystřice (Češka)
- Bystrzyca (Poljska)
- Bzura (Poljska)

## C
- Cả (Nam Khan/Sông Cả/Sông Lam ="Modra reka" (Laos, Vietnam)
- Cabe (Španija-Galicija)
- Cabriel (Španija)
- Caffaro (Italija)
- Cailly (Francija)
- Călmățui (Romunija)
- Calore Irpino/Calore Beneventano (Italija)
- Cam (Anglija)
- Canadian River (ZDA)
- Cance (Francija)
- Canche (Francija)
- Capra (Romunija)
- Caracar (Bolgarija)
- Cârcinov (Romunija)
- Carraixet (Španija)
- Carrione (Italija)
- Carron (Škotska)
- Castletown river (Irska)
- Cauveri (Indija)
- Cavu/Cavo (Francija-Korzika)
- Cedrino (Italija-Sardinija)
- Cegielinka (Poljska)
- Célé (Francija)
- Cellina (Italija-Furlanija)
- Cem (Albanija)
- Torrente Cenedola (Italija)
- Cenischia (Italija)
- Centa (Italija)
- Céor (Francija)
- Céou (Francija)
- Cephissus (Grčija)
- Cère (Francija)
- Cerev (Rusija)
- Cerkniščica (Slovenija)
- Cerna (Romunija)
- Cernon (Francija)
- Ceronda (Sunder/Srunda) (Italija)
- Cérou (Francija)
- Cervaro (Italija)
- Cesano (Italija)
- Cetina (Hrvaška)
- Cèze (Francija)
- Charente (Francija)
- Chari (Srednjeafriška republika, Čad)
- Chassezac (Francija)
- Chauveri (Indija)
- Chalakudy (Indija-Kerala)
- Chaliyar (Indija-Kerala)
- Chambal (Indija)
- Chaobai (Kitajska)
- Chao Phraya (Tajska)
- Chapeauroux (Francija)
- Charetonne (Francija)
- Chassezac (Francija)
- Chavanon (Francija)
- Chée (Francija)
- Chenab/Čenab (Kašmir/Indija, Pakistan)
- Chandragiri/Perumpuzha (Indija-Kerala)
- Cher/Char (Francija)
- Chère (Francija)
- Cherio (Italija)
- Chiamogna (Italija)
- Chiarzò /Scjarsò (Italija-Furlanija)
- Chiciura (Romunija)
- Chienti (Italija)
- Chiers (Luksemburg, Belgija, Francija)
- Chiese (Italija)
- Chilkat (Kanada, ZDA-Aljaska)
- Chindwin (Mjanmar)
- Chirchiq/Čirčik (Uzbekistan)
- Chisone (Italija)
- Chlmec (Slovaška)
- Chomutovka (Češka)
- Chrudimka (Češka)
- Chumava (Češka)
- Churchill (1730 km) (Severna Amerika-Kanada)
- Churchill (Kanada-Labrador)
- Churn (Anglija)
- Chvojnica (Slovaška)
- Ciane (Italija-Sicilija)
- Cibrica (Bolgarija)
- Cidlina (Češka)
- Cijevna/alb. Cem (Albanija, Črna Gora)
- Cimmaron (ZDA)
- Cinca (Španija)
- Cirocha (Slovaška)
- Ciron (Francija)
- Ciugur (Moldova)
- Cixerri (Italija-Sardinija)
- Clain (Francija)
- Claise (Francija)
- Claduègne (Francija)
- Clarence River (Nova Zelandija)
- Clarks Fork (ZDA)
- Clouère (Francija)
- Clutha river /Mata - Au (Nova Zelandija)
- Clyde (160 km) (Škotska)
- Cogâlnic/Kogulnik (Moldova, Ukrajina)
- Coghinas (Italija-Sardinija)
- Coig (290 km) (Argentina)
- Colagne (Francija)
- Côle (Francija)
- Coleroon (Indija)
- Colorado (Texas) (ZDA)
- Colvera (Colvare) (Italija-Furlanija)
- Commerce (Francija)
- Cooper (Avstralija)
- Conca (Italija)
- Conchos (Mehika)
- Condamine (Avstralija)
- Conie (Francija)
- Cooper Creek (Avstralija)
- Cormôr (Italija-Furlanija)
- Corno/Cuar (Italija-Furlanija)
- Corrèze (Francija)
- Cosson (Francija)
- Coşuştea (Romunija)
- Couesnon (Francija)
- Couze d'Ardes (Francija)
- Couze Pavin (Francija)
- Crasna /Kraszna (Romunija, Madžarska)
- Crati (Italija)
- Creggan River (Irska)
- Creuse (Francija) 
  - Petite Creuse (Francija)
- Crinchon (Francija)
- Crinisus (Italija-Sicilija)
- Crkvena (Bosna in Herc.)
- Crna reka (201 km) (Severna Makedonija)
- Crna rijeka (Bosna in Hercegovina)
- Crostolo (Italija)
- Cuango, Kwango (1100 km) (Angola, Zair),
- Cuareim (Urugvaj/Brazilija)
- Culgoa (Avstralija)
- Cull Water (Irska)
- Cumpăna (Romunija)
- Cure (Francija)
- Curone (Italija)
- Cybina (Poljska)
- Czarna (Poljska)
- Czarna Hańcza/bel. Čornaja Ganča/ (Poljska, Belorusija)
- Czarna Orawa (Poljska)
- Czarna Woda (Poljska)
- Czerna Wielka (Poljska)
- Czarny Dunajec (Poljska)

## Č
- Čabranka (Hrvaška/Slovenija)
- Čađavica (Hrvaška)
- Čao Praja - glavna reka Tajske
- Čaronda (Ukrajina)
- Čečva (Ukrajina)
- Čelomdža (Rusija)
- Čeotina/Čehotina (Črna Gora, Bosna in Hercegovina)
- Čepca (Rusija)
- Čepinska reka (Bolgarija)
- Čereš (Ukrajina)
- Černá Opava (Češka)
- Černec (Hrvaška)
- Česma (Hrvaška)
- Čierna voda (2 vodotoka; Slovaška)
- Čierny Váh (Slovaška)
- Čik/Čiker (Srbija)
- Čikola (Hrvaška)
- Čornaja (Rusija)
- Čoruh /Çoruh (Turčija)
- Črna reka (Sông Džà) (Kitajska, Vietnam)
- Črni Drim (Severna Makedonija, Albanija)
- Črni Kriš (Romunija, Madžarska)
- Čukarska reka (Bolgarija)
- Čuna (Rusija)
- Čusovaja (Rusija)

## D
- Dabar (Bosna in Herc.)
- Dal/Dalälven (Švedska)
- Dalbergsån (Švedska)
- Daliao (Kitajska)
- Daljnaja (Rusija-Kaliningrad)
- Dâmbovița (Romunija)
- Dammån (Švedska)
- Damodar (Indija)
- Damour/Nahr Al Damour/Damoros/Tamyras (Libanon)
- Dan/Leddan (Izrael)
- Danė (Litva)
- Dargle (Irska)
- Darling (2740 km), (Avstralija)
- Dart River/Te Aka Whakatipu (Nova Zelandija)
- Davščica (Slovenija)
- Dayang (Kitajska)
- Dečanska Bistrica (Kosovo)
- Dedina (Hrvaška)
- Dědina (Češka)
- Dee (Wales, Anglija; 2. Škotska)
- Degano (Italija-Karnija)
- Deil (Nemčija)
- Dejna (Rusija-Kaliningrad)
- Delijska reka (Bolgarija/Turčija)
- Dellikälven (Švedska)
- Demer (Belgija)
- Derkul (Ukrajina/Rusija)
- Derry (Irska)
- Dervenska reka (Severna Makedonija)
- Derwent (2 reki, Anglija)
- Desges (Francija)
- Desna (1130 km) (Rusija, Ukrajina) (2.=Bosna in H.)
- Desná (Češka)
- Desnățui (Romunija)
- Dessoubre (Francija)
- Detinja (Srbija)
- Devèze (Francija)
- Devils (ZDA)
- Devinska reka (Bolgarija)
- Devoll (Albanija)
- Dez (Iran)
- Diamantina (Avstralija)
- Diège (Francija)
- Diemel (Nemčija)
- Dinkel (Nemčija)
- Diodet (Francija)
- Dirillo (Italija-Sicilija)
- Dittaino (Italija-Sicilija)
- Ditva /Dzitva (Litva, Belorusija)
- Dive (Francija)
- (Torrente) Diveria (Italija)
- Dives (Francija)
- Divette (Francija)
- Divoká Orlice (Češka)
- Djavolska reka (Bolgarija)
- Djurgårdsbrunnskanalen (Švedska)
- Dlouhá řeka (Češka)
- Dneper (2285 km) (Rusija, Belorusija, Ukrajina)
- Dnester (1410 km) (Ukrajina, Moldova)
- Dobličica (Slovenija)
- Dobra (Hrvaška)
- Doljanka (Bosna in Hercegovina)
- Dolo (Italija)
- Dolore (Francija)
- Dommel (Belgija, Nizozemska)
- Don - glavni pritok Azovskega morja; (1970 km) (Rusija)
- Don (Škotska; 2. Francija)
- Donava - (2860 km) (Nemčija, Avstrija, Slovaška, Madžarska, Srbija, Bolgarija/Romunija/Ukrajina)
- Donec (1183 km) (Rusija/Ukrajina)
- Donette (Francija)
- Dora Baltea (Italija)
- Dora di Bardonecchia (Italija)
- Dora Riparia (Italija)
- Dordogne (490 km) (Francija)
- Dospat (Bolgarija, Grčija)
- Dosse (Nemčija)
- Doubrava (Češka)
- Doubs (Švica, Francija)
- Dore (Francija; 2. Anglija)
- Dourbie (Francija)
- Dourdou de Camarès (Francija)
- Dourdou de Conques (Francija)
- Douve/Ouve (Francija)
- Doux (Francija)
- Douze (okcitansko Dosa) (Francija)
- Dove (Anglija)
- Draa (reka) (Maroko)
- Drac (Francija)
- Dragone (Italija)
- Dragača (Bosna in Hercgovina)
- Dragonja (Slovenija/Hrvaška)
- Dragor (Severna Makedonija)
- Dragovištica (Srbija, Bolgarija)
- Drammensvassdraget/Drammenselva (Norveška)
- Drava - (769 km) (Italija, Avstrija, Slovenija, Hrvaška, Madžarska)
- Dravinja (Slovenija)
- Drawa (Poljska)
- Dreisam (Nemčija)
- Drenica (Kosovo)
- Dreta (25 km) (Slovenija)
- Dřevnice (Češka)
- Drežanka (Bosna in Hercegovina)
- Drim (300 km) (Albanija) (Sev. Makedonija; Kosovo)
- Drina (346 km) (Srbija/Bosna in Hercegovina)
- Drincea (Romunija)
- Drinjača (Bosna in H.)
- Drino(-s) (Grčija/Albanija)
- Drnica (Slovenija)
- Drobie (Francija)
- Drôme (Francija)
- Dronne/Drona (201 km) (Francija)
- Drot /Dropt (Francija)
- Drouette (Francija)
- Drwęca (238 km) (Poljska)
- Dubna (Latvija)
- Dubysa (Litva)
- Dudhana (Indija)
- Dudváh (Slovaška)
- Duero, Douro (925 km) (Španija, Portugalska)
- Duliujian (Kitajska)
- Dumme (Nemčija)
- Dunajec (Slovaška, Poljska)
- Dunărea - pritok Donave (Romunija)
- Dünern (Švica)
- Durance (Durença) (320 km) (Francija)
- Durolle (Francija)
- Durge (Litva)
- Dürre Ager (Avstrija)
- Düssel (Nemčija)
- Duša (Slovaška)
- Duščica (Bosna in Hercegovina)
- Zahodna Dvina=Daugava (1020 km) (Rusija, Belorusija, Latvija)
- Severna Dvina (Rusija)
- Dvojnica (Bolgarija)
- Dyje/Thaya (282 km) (Avstrija, Češka)
- Dyltaån (Švedska)
- Dysna (Litva, Belorusija)
- Dželum/Jhelum (Pakistan)
- Džida (reka) (Rusija)

## E
- Earn (Škotska)
- Eastmain River (Kanada)
- Eau (Anglija)
- Eaulne (Francija)
- Ebro, "Ebre" (Španija)
- Échez (Francija)
- Ecker (Nemčija)
- Eden (Anglija)
- Eder (Nemčija)
- Edo (Japonska)
- Eger-patak (2, Madžarska)
- Eggenbach (Nemčija)
- Egiin (Mongolija)
- Eider (Nemčija)
- Eisack/Isarco (Italija-Južna Tirolska)
- Eine (Nemčija)
- Eio (Norveška)
- Eira (Norveška)
- Eisch (Belgija, Luksemburg)
- Elde (Nemčija)
- Elijska reka (Bolgarija)
- Ellé (Francija)
- Elliðaá (Islandija)
- Ełk (Poljska)
- Élorn (Francija)
- Elster/Schwarze Elster (Nemčija)
- Elwha River (ZDA)
- Elz (Nemčija)
- Elzbach (Nemčija)
- Ema (Italija)
- Emajõgi (Estonija)
- Emån (Švedska)
- Emba (647 km) (Kazahstan)
- Emme (Švica)
- Ems/"Eems", Nemčija/Frizija
- Emscher Nemčija
- Enan (Švedska)
- Engelberger Aa (Švica)
- Enna (Italija)
- Ennepe (Nemčija)
- Enningdalsälven (Švedska)
- Enza (Italija)
- Rio Enzola (Italija)
- Epte (Francija)
- Erdre (Francija)
- Erenik (Kosovo)
- Erft (Nemčija)
- Ergene (Turčija-Trakija)
- Erlauf (Avstrija)
- Erms (Nemčija)
- Erne (Severna Irska, Irska)
- Ernée (Francija)
- Erzbach (Avstrija)
- Erzen (Albanija)
- Erzene (Turčija)
- Eschach (Nemčija)
- Esino (Italija)
- Esk (Anglija; 2. Škotska)
- Esla (Španija)
- Essonne (Francija)
- Este (Nemčija)
- Eure (Francija)
- Ével (Francija)
- Evfrat/ Firat/ Al Furat (2815 km) (Turčija, Sirija, Irak, Iran)
- Èvre (Francija)
- Exe (Anglija)
- Eyach (Nemčija)
- Eybach (Nemčija)
- Eyjafjarðará (Islandija)
- Eye Water (Škotska)
- Eygues (Francija)
- Eyre (Francija)
- Eyrieux (Francija)

## F
- Fabiela (Kitajska)
- Fakijska reka (Bolgarija)
- Falschauer/Valsura (Italija-Južna Tirolska)
- Faluån (Švedska)
- Fan (Fan i Vogël, Fan i Madh) (Albanija)
- Fandaklijska reka (Bolgarija)
- Faxälven (Švedska)
- Feale (Irska)
- Fehnbach (Nemčija)
- Fekete-víz (2; Madžarska)
- Rio Fenecchio (Italija)
- Fier (reka) (Francija)
- Fils (Nemčija)
- Finlay (402 km) (Kanada)
- Fiora (Italija)
- Firiza (Romunija)
- Fischa (Avstrija)
- Fischach (Avstrija)
- Fiumelatte (Italija)
- Fjällsjöälven (Švedska)
- Fjätan (Švedska)
- Flakstadelva (Norveška)
- Flarkån (Švedska)
- Flåsjöån (Švedska)
- Flem (Švica)
- Flian (Švedska)
- Flinders (Avstralija)
- Florido (Mehika)
- Flumendosa (Italija-Sardinija)
- Flumini Mannu (Italija-Sardinija)
- Fly River (Papua-Nova Gvineja)
- Fnjóská (Islandija)
- Foča (reka) (Bosna in Herc.)
- Foglia (Italija)
- Foglio (Italija)
- Fojnička rijeka (Bosna in H.)
- Folda (Norveška)
- Fontaulière (Francija)
- Fora di Taggia (Italija)
- Fornacher Redlbach (Avstrija)
- Forno (Italija)
- Forsmarksån (Švedska)
- Forth (Škotska)
- Fortore (Italija)
- Fossa (Islandija)
- Fosselvi (Norveška)
- Foyle (Irska)
- Fraser (1370 km) (Severna Amerika-Kanada)
- Freiberger Mulde (Nemčija)
- Friedberger Ach (Nmečija)
- Frutz (Švica)
- Fuhse (Nemčija)
- Fulan (Švedska)
- Fulda (Nemčija)
- Fuscher Ache (Avstrija)
- Fylleån (Švedska)
- Fyrisån (Švedska)

## G
- Gabela (Bosna in H.)
- Gacka (Hrvaška)
- Gådeån (Švedska)
- Gafos (Španija)
- Gailbach (Avstrija)
- Galaure (Francija)
- Galga (Madžarska)
- Gauja (Latvija, del meja z Estonijo)
- Gallego (Španija)
- Gambija (1094 km) (Afrika)
- Gandak (Nepal, Indija)
- Ganges, "Ganga" (2700 km) (Azija)
- Garbet (Francija)
- Gardon (Francija)
- Gårdvedaån (Švedska)
- Garešnica (Hrvaška)
- Gargån (Švedska)
- Garona/Garonne/ (Francija)
- Gartempe (Francija)
- Gascoyne (Avstralija)
- Gaši/Gashi/Lumi i Gashit (Albanija)
- Gašnica (Bosna in H.)
- Gaula (Norveška)
- Gave de Pau (Francija)
- Gavleån (Švedska)
- Gažnica (Hrvaška)
- Gela (Italija-Sicilija)
- Gelgia (Švica)
- Gélise (Francija)
- Genil (Španija)
- Gera (Nemčija)
- Germanasca (Italija)
- Gerovčica (Hrvaška)
- Gers (Francija)
- Gersprenz (Nemčija)
- Geumho (Južna Koreja)
- Gaghara (Kitajska, Nepal, Indija)
- Gatprabna (Indija)
- Ghadir (Libanon)
- Gialias (Ciper)
- Gide(älven) (Švedska)
- Gidra (Slovaška)
- Gier (Francija)
- Gigjukvisl (Islandija)
- Giessenbach (Avstrija)
- Gimån (Švedska)
- Gimone (Francija)
- Girna (Indija)
- Gjødingelva (Norveška)
- Gland (Francija)
- Glatt (Švica)
- Glavničica (Hrvaška)
- Glenner (Švica)
- Glerá (Islandija)
- Glina (Avstrija/Koroška)
- Glina (Hrvaška, Bosna in Hercegovina)
- Glinščica/Rosandra (Slovenija, Italija)
- Glogovnica (Hrvaška)
- Glomma/Glåma (Norveška)
- Glonn (Nemčija)
- Glubokaja (Rusija)
- Gnarpsån (Švedska)
- Gnjica (Bosna in H.)
- Godavari (1445 km) (Indija)
- Goldbach (Nemčija)
- Goljama (Bolgarija)
- Golo/Golu (Francija-Korzika)
- Gölsen (Avstrija)
- Gomati (Indija)
- Gomjenica (Bosna in H.)
- Gongnaisi/Künes  (Kazahstan)
- Torrent de Gorbio (Francija)
- Görjeån (Švedska)
- Gornalunga (Italija-Sicilija)
- Gortva (Slovaška)
- Goruša (Bosna in Herc.)
- Göta älv (Švedska)
- Gothemån (Švedska)
- Goulburn (Avstralija)
- Govza (Bosna in Herc.)
- Gozdawnica (Poljska)
- Grabovica (Srbija)
- Gračanica (reka) (Črna Gora)
- Gračenica (Hrvaška)
- Gračnica (Slovenija)
- Gradac (reka) (Srbija)
- Gradaščica (Slovenija)
- Gradina (reka) (Bosna in H.)
- Gran Caso (Italija)
- Grana del Monferrato (Italija)
- Grande-Eau (Švica)
- Grand Morin (Francija)
- Grane (Nemčija)
- Gravona (Francija-Korzika)
- Grđevica (Hrvaška)
- Great Eau (Anglija)
- Green river (ZDA)
- Greve (Italija)
- Greybull (ZDA)
- Gribaja (Bosna in H.)
- Grīva (Latvija)
- Grlovnica (Bosna in Hercegovina)
- Grnčar/Vrmoša/Vërmoshi (Albanija, Črna Gora)
- Grønfjellåga (Norveška)
- Grossarler Ache (Avstrija)
- Grotla (Norveška)
- Grundbach (Nemčija)
- Grwyne Fawr (Wales)
- Guadalupe (Texas, ZDA)
- Gvadalkivir (Španija)
- Guadiana (Španija, Portugalska)
- Guayape (Španija)
- Gudbrandsdalslågen (Norveška)
- Gudenå (Danska)
- Guduča (Hrvaška)
- Guirande (Francija)
- Guišui (Kitajska)
- Gujva/Hujva (Ukrajina)
- Gullspångsälven (Švedska)
- Gusen (Avstrija)
- Gwda (Poljska)
- Gyöngyös (Madžarska)

## H
- Hadžider (Ukrajina)
- Hadžijska reka (Bolgarija)
- Hagbyån (Švedska)
- Haihe (Kitajska)
- Haliakmon/Aliakmon (Grčija)
- Halicz (Poljska)
- Halleby Å (Danska)
- Haller (Nemčija)
- Hallingdalselva (Norveška)
- Halliste (Estonija)
- Hamel (Nemčija)
- Hamrångeån (Švedska)
- Han (reka) (Kitajska)
- Han (Južna Koreja/Severna)
- Haná (Češka)
- Handlovka (Slovaška)
- Handölan (Švedska)
- Harirud (Afganistan, Turkmenistan)
- Härjån (Švedska)
- Härjapea (Estonija)
- Hårkan (Švedska)
- Harmångersån (Švedska)
- Harmanlijska reka (Bolgarija)
- Hartbach (Avstrija)
- Hasbani Ḥatzbaní/Snir (Libanon, Izrael)
- Hasdo (Indija)
- Hase (Nemčija)
- Hässjaån (Švedska)
- Hatanga (1510 km) (Rusija)
- Havel (Nemčija)
- Hedströmmen (Švedska)
- Heihe/Ruoshui (Kitajska)
- Hejlovka (Češka)
- Héraðsvötn (Islandija)
- Hérault (160 km) (Francija)
- Herlen (Kitajska)
- Hers-Vif (Francija)
- Heve (Nemčija)
- Helgeå (Švedska)
- Helmand (Afganistan)
- High River (Kanada)
- Himleån (Švedska)
- Hinterrhein (Švica)
- Hitri Kriš (Romunija, Madžarska)
- Hl´boky reká (Slovaška)
- Hloučela (Češka)
- Hnilec (Slovaška)
- Hoan (Švedska)
- Hoangho >> Rumena reka
- Hofsá (Islandija)
- Högvadsån (Švedska)
- Hokitiko (Nova Zelandija)
- Holtemme (Nemčija)
- Holyford River/Whakatipu Ka Tuka (Nova Zelandija)
- Hönne (Nemčija)
- Hooghly (Indija)
- Hopjor (Rusija)
- Hörgá (Islandija)
- Horin /Gorinj (Ukrajina)
- Hornád/Hernád (Slovaška, Madžarska)
- Hörnån (Švedska)
- Hortobágy (Madžarska)
- Hovd (Mongolija)
- Hrčavka (Bosna in Hercegovina)
- Hron (276 km) (Slovaška, Madžarska)
- Horvatska (Hrvaška)
- Huai (Kitajska)
- Hubelj (Slovenija)
- Hudinja (Slovenija)
- Hudson - glavna reka države New York (ZDA)
- Huerva (Španija)
- Huisne (Francija)
- Hulan (Švedska)
- Hunhe (Kitajska)
- Hun (Kitajska)
- Hustec (Ukrajina)
- Hunte (Nemčija)
- Hurna-Solinka (Poljska)
- Husån (Švedska)
- Hutt River /Te Awa Kairangi (Nova Zelandija)
- Hvajang-gang (Južna Koreja)
- Hvítá (Islandija)

## I
- Ialomița (225 km) (Romunija),
- Ibar (276 km) (Črna Gora, Srbija, Kosovo)
- Ibie (Francija)
- Ida (Slovaška)
- Ider (452 km), (Rusija, Mongolija)
- Idrija/Juruda/Iudrio/Judri (Slovenija/Italija)
- Idrijca (Slovenija)
- Iecava (Latvija)
- Igneray (Francija)
- Iguasu (Brazilija, Argentina)
- Ihme (Nemčija)
- Illinois (reka) (ZDA)
- Ijsell (Nizozemska)
- Ik (Rusija)
- Ill (Francija)
- Ill (Avstrija-Predarlsko)
- Ille (Francija)
- Ili (reka) (Ujgurija, Kazahstan)
- Iller (Nemčija)
- Ilm (Nemčija)
- I-lo (Mongolija)
- Ilomska (Bosna in Herc.)
- Ilova (Hrvaška)
- Ilse (Nemčija)
- Ilz (Nemčija)
- Imera Settentrionale (Italija-Sicilija)
- Impero (Italija)
- Ina (Poljska)
- Inangahua (Nova Zelandija)
- Ind (3190 km) (Pakistan, Indija/Džamu in Kašmir, Kitajska-zah. Tibet)
- Indals/Indalsälven (Švedska)
- Indigirka (1726 km) (Rusija)
- Indravati (Indija)
- Indre (reka) (Francija)
- Inerste (Nemčija)
- Inhulec´/Ingulets´ (Ukrajina)
- Inn (518 km) (Švica, Avstrija, Nemčija)
- Inna (Norveška)
- Innbach (Avstrija)
- Indrois (Francija)
- Inny (Irska)
- Ipeľ /Ipoly (Slovaška, Madžarska)
- Ipotnica (Slovaška)
- Ippari (Italija-Sicilija)
- Iravadi (2170 km) (Mjanmar),
- Irbe (Dižirbe, Dižirve, Irbes upe, Irve; livonsko: Īra) (Latvija)
- Irfon (Wales)
- Irminio (Italija-Sicilija)
- Irpin (Ukrajina)
- Irtiš (4370 km) (Kitajska, Kazahstan, Rusija)
- Isar (Avstrija, Nemčija)
- Isclero (Italija)
- Ise (Nemčija)
- Isel (Avstrija)
- Isère (Francija)
- Ishëm (Albanija)
- Iskar (Černi, Levi, Beli Iskăr), Malki Iskăr (Bolgarija)
- Iskrica (Hrvaška)
- Isle (Francija)
- Isorno (Italija, Švica)
- Issel (Nemčija)
- Išikari (Japonska)
- Išim (1809 km) (Kazahstan, Rusija),
- Iščica (Slovenija)
- Iška (Slovenija)
- Iton (Francija)
- Itz (Nemčija)
- Ivalo (Finska)
- Iza (Romunija)
- Izvorčica (Severna Makedonija)
- Izvorska reka (Bolgarija)
- Iž (Rusija)

## J
- Jablanica, Južna Morava (Srbija)
- Jablanica (2 reki: Bolgarijia ter Bosna in Hercegovina)
- Jablunka (Ukrajina)
- Jaci/Aci (Italija-Sicilija; pod Etno)
- Jadar (1. Srbija; 2. Bosna in H.)
- Jadova (Hrvaška)
- Jadovica (Bosna in H.)
- Jädraån (Švedska)
- Jadro (Hrvaška)
- Jägala (Estonija)
- Jagst (Nemčija)
- Jajrud (Iran)
- Jajva (Rusija)
- Jakotina (Bosna in Hercegovina)
- Jalón (Španija)
- James River (ZDA)
- Jamuna (Indija), (Bangladeš)
- Jana/Adiča (1170 km) (Rusija, 2 reki?)
- Jangce, Chang Chiang (Chang Jiang), Modra reka/Dolga reka (6380 km) (Kitajska)
- Janja (Bosna in Hercegovina)
- Jantra (Bolgarija)
- Japurá (Brazilija)
- Jarmuk (Jordanija, Sirija, Izrael)
- Jaruga (Bosna in Hercegovina)
- Jasačnaja (Rusija)
- Jasenica (Neretva) (Bosna in Hervegovina)
- Jasenica (Srbija) (Srbija)
- Jaška reka/Lukavac (Črna Gora)
- Javeri (Indija)
- Javornice (Češka)
- Jävre (Švedska)
- Jazva (Rusija)
- Jeetze in Jeetzel (Nemčija)
- Jefferson (134 km) (ZDA)
- Jegrička, Egres (Srbija)
- Jegrznia (v zg.toku: Lęga, Małkiń), Poljska
- Jeja (Rusija)
- Jelenska (Hrvaška)
- Jenisej (3487 km) (Rusija, Mongolija)
- Jerma (Srbija, Bolgarija)
- Jeune Autize (Francija)
- Jevišovká (Češka)
- Jezerka (Bosna in Hercegovina; 2. Hrvaška)
- Jezernica (več, Slovenija, Avstrija-Koroška)
- Jidoştiţa (Romunija)
- Jieț (Romunija)
- Jihlava (Češka)
- Jihlavka (Češka)
- Jijia "Žižija" (Romunija)
- Jiu (Rominija)
- Jizera /Izera (Češka-Poljska)
- Jökulsá á Dal, tudi Jökulsá á Brú ali Jökla (Islandija)
- Jökulsá á Fjöllum (Islandija)
- Jökulsá í Lóni/jökulá á Suðausturlandi (Islandija)
- Jonte (Francija)
- Jordan (Palestina/Izrael/Jordanija)
- Jošanica (Srbija) (2. = Bosna in H.)
- Jošavka (Bosna in H.)
- Džuba (Juba) (1500 km) (Etiopija, Somalija)
- Júcar (Španija)
- Jugovska reka (Bolgarija)
- Juine (Francija)
- Jukon (Yukon) (3190 km) (ZDA, Kanada)
- Juktån (Švedska)
- Jūra (Litva)

## K
- Kabul (Afganistan, Pakistan)
- Kaczawa/Kačava (Poljska)
- Kadalundi(-puzha) (Indija-Kerala)
- Kadina reka (Severna Makedonija)
- Kadiša (Nahr Abu Ali) (Libanon)
- Kafirnigan (Tadžikistan)
- Kåge(älven)
- Kagera (597 km) (Burundi, Ruanda, Tanzanija)
- Kainach (Avstrija)
- Kaitumälven (Švedska)
- Kala (Finska)
- Kålaboda (Švedska)
- Kalakoč/Popovski Lom (Bolgarija)
- Kalamas (Grčija)
- Kala Oya (Šrilanka)
- Kalasë (Albanija)
- Kaljina (Bosna in Herc.)
- Kali Sindh (Indija)
- Kalitva (Rusija)
- Kalix(-älven) (Švedska)
- Kalova (Ukrajina)
- Kaluderska rijeka (Črna gora)
- Kalu Ganga (Šrilanka)
- Kama (2032 km) (Rusija)
- Kamenica (Srbija)
- Kamenice (Češka)
- Kamčija (Bolgarija)
- Kamienna (Poljska)
- Kamniška Bistrica (Slovenija)
- Kamp (Avstrija)
- Kanagjol (Bolgarija)
- Kander (Švica)
- Kangsabati (Indija)
- Kanhar (Indija)
- Kapos (Madžarska)
- Kapuas (Borneo-Indonezija)
- Karagač (Bolgarija)
- Karamea (Nova Zelandija)
- Karas/Karasjohka (Norveška)
- Karaš/Caraș (Romunija, Srbija)
- Karašica (Hrvaška)
- Karakašica (Hrvaška)
- Karatal (Kazahstan)
- Karna: Velika Karna &Mala Karna (Ukrajina)
- Karnahta (Italija-Furlanija)
- Karpovka (Rusija)
- Käru (Estonija)
- Karun (reka) (Iran)
- Karup Å (Danska)
- Kasai, Kwa (1.950 km) (Zair)
- Kasari (Estonija)
- Kašina (Hrvaška)
- Katun (reka) (Rusija)
- Katušnica (Srbija)
- Kaveri (Indija)
- Kaš (Kitajska-Ujgurija)
- Kašnica (Hrvaška)
- Kävlingeån (Švedska)
- Kawarau (Nova Zelandija)
- Kazir (Rusija)
- Kaznica (Hrvaška)
- Keila (Estonija)
- Kelani (Šrilanka)
- Kelulun/Herlen (Kitajska)
- Kem (Rusija)
- Keräsjoki (Švedska)
- Kymijoki Kemi(494 km) (Finska)
- Ken (Indija)
- Keriberka (Rusija)
- Kerulen (Rusija)
- Khyber Pakhtunkhwa (Pakistan)
- Kigač (Rusija/Kazahstan)
- Kiimingin (Finska)
- Kilan in Kilaån (Švedska)
- Kings (ZDA)
- Kinzig (Nemčija)
- Kir (Albanija)
- Kirhiž (Ukrajina)
- Kirön (Finska)
- Kirpili (Rusija)
- Kisuca (Slovaška)
- Krišna (1,400 km) (Južna Indija)
- Kitenska reka (Bolgarija)
- Kızılırmak (gr. Alis/Halis) (1151 km) (Turčija-Anatolija)
- Kizilsu/Vahš (Kirgizistan, Tadžikistan)
- Kjarrá–Thervá/Þverá (Islandija)
- Kladnica (Srbija)
- Klamath (ZDA,
- Klar/Klarälven (Norveška, Švedska)
- Kleine Emme (Švica)
- Kleiner Aller (Nemčija)
- Klina (reka) (Kosovo)
- Klodska Nisa (tudi Vzhodna Nisa, Poljska)
- Kloostri (Estonija)
- Kněžná (Češka)
- Kobra (Rusija)
- Kocába (Češka)
- Kocher (Nemčija)
- Kočanska reka (Severna Makedonija)
- Kokemäen (Finska)
- Kokra (Slovenija)
- Kolbäcksån (Švedska)
- Kolima (2129  km) (Rusija)
- Kolorado, Argentina
- Kolorado (2330 km) (ZDA)
- Kolorado, Kostarika
- Kolpa /Kupa (296 km) (Slovenija, Hrvaška),
- Kolubara (Srbija/Bolgarija)
- Kolumbija (2250 km) (Severna Amerika)
- Kolunska (Bosna in H.)
- Kolva (Rusija)
- Kolvica (Rusija)
- Komarnica (reka) (Črna Gora)
- Kongeå (Danska)
- Kongo (4670 km) (Kongo, Afrika)
- Königsseer Ache (Nemčija)
- Konjarska reka/Konjarka (Severna Makedonija)
- Konjička Ljuta (Bosna in Hercegovina)
- Kopanica (Poljska)
- Koper (reka) (Rusija)
- Köpingsån (Švedska)
- Koppány (Madžarska)
- Koprivnica /Koprivnička rijeka (Hrvaška)
- Kõpu (Estonija)
- Korana (Hrvaška/Bosna in Hercegovina)
- Korenaja (Rusija)
- Koritnica (Slovenija)
- Koropec (Ukrajina)
- Kosa/Kosva (Rusija)
- Kosi (Kitajska, Nepal, Indija)
- Kosinac (Hrvaška)
- Kosovska (Ukrajina)
- Kosteljina (Hrvaška)
- Kotojedka (Češka)
- Kouris (Ciper)
- Koyna (Indija)
- Kozica (Bosna in Herc.) (2. Cosizza/Furlanija)
- Kraich (Nemčija)
- Krapina (Hrvaška)
- Krapinica (Hrvaška)
- Krasnaja (Ukrajina)
- Krbava (Hrvaška)
- Krbavica (Hrvaška)
- Krčica (Avstrija-Koroška)
- Krčić (Hrvaška)
- Křemelná (Češka)
- Krems (Avstrija)
- Krępiel (Poljska)
- Kreševica (Bosna in H.)
- Křetínka (Češka)
- Krimmler Ache (Avstrija)
- Kriš (združeni Beli, Črni in Hitri Kriš), Madžarska
- Krišna (Indija)
- Kriva reka (Severna Makedonija)
- Krivaja (Bosna in Hercegovina)
- Krivaja (Vojvodina) (Srbija)
- Krivánsky potok (Slovaška)
- Krka - (94 km) Slovenija
- Krka (120 km), (Avstrija-Koroška)
- Krka (75 km) (Hrvaška)
- Kroljuvka (Poljska)
- Krossá (Islandija)
- Krtíš (Slovaška)
- Krupa (Slovenija; 2. Bosna in H.)
- Krupá (Slovaška)
- Krupinica (Slovaška)
- Kruščica (reka) (Bosna in H.)
- Krušnica (Bosna in H.)
- Krzna (Poljska)
- Krzycki Rów (Poljska)
- Kuban (907 km) (Rusija)
- Kubango (Angola)
- Kučerla (Rusija)
- Kučnica (Slovenija/Avstrija)
- Kúðafljót (Islandija)
- Kuma (Rusija)
- Kunda (Estonija)
- Künes (Kitajska-Ujgurija)
- Kungsbackaån (Švedska)
- Kupica (Hrvaška)
- Kupčina (Hrvaška)
- Kura (1515 km) (Turčija, Gruzija, Azerbajdžan)
- Koskokwim/Kusko/Kusquqvak (ZDA-Aljaska)
- Kutinska Reka (Srbija)
- Kva Jai (380 km) (Tajska)
- Kva Noi (278 km) (Tajska)
- Kvisa (Poljska)
- Kysuca (Slovaška)

## L
- Laba (1159 km) (Češka, Nemčija)
- Laba (Rusija)
- Laber /Große Laber, Nemčija
- Laborec (Ukrajina, Slovaška)
- La Borrèze (Francija)
- Labotnica (Avstrija/Koroška)
- Lachlan (Avstralija)
- Lachte (Nemčija)
- Łada (Poljska)
- Laeva (Estonija)
- Lagan (Severna Irska in 2.- južna Švedska)
- Lagen (Norveška)
- Lagnon (Francija)
- Lahinja (Slovenija)
- Lahn (Nemčija)
- Lainio(älven) (Švedska)
- Laisälven (Švedska)
- Laïta/bretonsko Laeta (Francija)
- Lakavica oz. Kriva Lakavica (Severna Makedonija)
- Lambro (Italija)
- Lambro Meridionale (Italija)
- Lammer (Avstrija)
- Laming (Avstrija)
- Lambon (Francija)
- Lamone (Italija)
- Landquart (Švica)
- Landswasser (Švica)
- Lane (Anglija)
- Lanë /Lana (Albanija)
- Långan (Švedska)
- Langete (Švica)
- Lapinč/Lafnitz (Avstrija, Madžarska)
- Lapuan (Finska)
- Lăpuș Lápos (Romunija)
- Lapuşna (Moldavija)
- Lašva (Bosna in Hercegovina)
- Lätäseno (Finska)
- Latorica (Ukrajina, Slovaška)
- Lauce (Latvija)
- Laudach (Avstrija)
- Lauter (Namčija)
- Lavanestro (Italija)
- Laxá í Aðaldal (Islandija)
- Laxá í Kjós (Islandija)
- Layon (Francija)
- Lazeščina (Ukrajina)
- Lea (Anglija)
- Leale /Leâl (Italija-Furlaija?)
- Łeba (Poljska
- Lech (263 km) (Avstrija, Nemčija)
- Lech (Poljska)
- Leda (Nemčija)
- Ledava (Slovenija)
- Lède (Francija)
- Ledra /Ledre (Italija-Furlanija)
- Leduån (Švedska)
- Lee (Irska)
- Lega (Poljska)
- Lehrde (Nemčija)
- Lein (Nemčija)
- Leine (281 km) (Nemčija),
- Leitha/Lajta (Avstrija, Madžarska)
- Lémance (Francija)
- Lena (4270 km) (Rusija)
- Lëngaricë (Albanija)
- Leniwka (Poljska)
- Lenne (Nemčija)
- Lente (Italija)
- Leoganger Ache (Avstrija)
- Lepenec (Kosovo, Severna Makedonija)
- Lepenica (3, Bosna, Hrvaška in Srbija)
- Lepsi (Kazahstan)
- Lérez (Španija)
- Lespezi (Romunija)
- Lesti (Finska)
- Lethe (ZDA-Aljaska)
- Lete (Italija)
- Letimbro (Italija)
- Levrière (Francija)
- Lėvuo (Litva)
- Lez (Francija)
- Lézarde (Francija)
- Ležák /Holetínka (Češka)
- Liao (1450 km) (Azija)
- Liane (Francija)
- Liard (950 km) (Kanada),
- Líboc (Češka)
- Libočovka (Češka)
- Libuňka (Češka)
- Ličanka/Fužinarka (Hrvaška)
- Lidan (Švedska)
- Lidzieja (Belorusija)
- Lielupe (Latvija)
- Lieser (Drava)/Jezernica
- Lieser (Nemčija) (Nemčija)
- Liesing (Avstrija)
- Lietava (Litva)
- Liffey (Irska)
- Ligne (Francija)
- Lignon; Lignon du Forez; Lignon du Velay (Francija)
- Liivi (Estonija)
- Lika (reka) (Hrvaška)
- Lilla Luleälven (Švedska)
- Lillälven (Švedska)
- Lillpiteälven (Švedska)
- Lim (Albanija, Črna Gora, Srbija, Bosna)
- Limmat (Švica)
- Limni Fragmatos Gadoura (Grčija-Rodos)
- Limpedea (Romunija)
- Limpopo (1600 km) (Mozambik/Južna Afrika/Zimbabve/Bocvana)
- Linaälven (Švedska)
- Linde (Nizozemska)
- Lindenbach (Avstrija)
- Lindenborg Å (Danska)
- Linth(-Limmat) (Švica)
- Linzer Ach (Nemčija)
- Lipce (Ukrajina)
- Lipnica (Hrvaška)
- Lipnik (Slovaška)
- Lippe (Nemčija)
- Liri-Garigliano (Italija)
- Lisora (Bosna in Hercegovina)
- Lištica (Bosna in Hercegovina)
- Litani (Leontes) (Libanon)
- Litava (Češka)
- Livenza (Italija-Furlanija)
- Livo (Italija)
- Liwiec, Liw (Poljska)
- Ljig (Srbija)
- Ljubeljska Borovnica (Avsrtrija-Koroška)
- Ljubina (Bosna in Hercegovina)
- Ljubljanica (41 km) (Slovenija)
- Ljungan (Švedska)
- Ljungby(ån) (Švedska)
- Ljuča (Črna Gora)
- Ljudska reka (Srbija)
- Ljusnan (Švedska)
- Ljustorpsån (Švedska)
- Ljuta (Hrvaška, Črna Gora; Bosna in Herceg.; tudi Ukrajina)
- Ljuta/Kalinovička Ljuta/Dindolka/Repešnica (Bosna in Hercegovina)
- Llapi (Kosovo)
- El Llobregat (Španija/Katalonija)
- Loara/Loire (1006 km) (Francija)
- Lobnica (Slovenija)
- Loděnice (Češka)
- Lofsen (Švedska)
- Logon(e) (Srednjeafriška republika, Čad)
- Lohr  (Nemčija)
- Loing (Francija)
- Loir (312 km) (Francija)
- Loiret (Francija)
- Loisach (Avstrija, Nemčija)
- Lokvarka (Hrvaška)
- Lom (Bolgarija)
  - Rusenski Lom (Bolgarija)
  - Beli Lom (Bolgarija)
  - Černi Lom (Bolgarija); Popovski Lom/Kalakoč
- Lomnica (Hrvaška)
- Lomnice (Češka)
- Lomnicja (Ukrajina)
- Londža (Hrvaška)
- Lone (Nemčija)
- Longanus (Italija-Sicilija)
- Long Eau (Anglija)
- Lonja (Hrvaška)
- Lonjica (Hrvaška)
- Lonza (Švica)
- Loobu (Estonija)
- Lorze (Švica)
- Losse (Nemčija)
- Lot (reka)/Òlt/Òut (Francija)
- Lotta (Finska, Rusija)
- Loue (Francija)
- Loučka (Češka)
- Loučná (Češka)
- Loue (Francija)
- Lõve (Estonija)
- Lovnička rijeka (Črna gora)
- Loznička rijeka (Črna gora)
- Ložnica (Dravinja) (Slovenija)
- Ložnica (Savinja) (Slovenija)
- Lubsza (Poljska)
- Lučina (reka) (Češka)
- Luda Jana (Bolgarija)
- Luda reka/Erythropotamos (Bolgarija, Grčija)
- Ludon (Francija)
- Luica (Romunija)
- Luiro (Finska)
- Lukavac (Bosna in H.)
- Lukavica (Bosna in H.)
- Lukoć (Bosna in Hercegovina)
- Lukuga - edina odtočna reka Tanganjiškega jezera
- Lukula (Angola, Kongo?)
- Lukva (Ukrajina)
- Lule(älven) (Švedska)
- Lumiei (Italija-Furlanija)
- Lunain (Francija)
- Lune (Anglija)
- Luni (Indija)
- Luoba (Litva)
- Lupljanica (Bosna in H.)
- Lupnica (Bosna in H.)
- Lütschine (Švica)
- Lutter (Nemčija)
- Lutz (Avstrija)
- Luvironza (182 km) (Burundi, Tanzanija)
- Luzège (Francija)
- Luža (reka) (Rusija)
- Lužiška Nisa (252 km) Poljska, Češka, Nemčija
- Lužnice (Avstrija, Češka)
- Lužnja (Srbija)
- Lyckebyån (Švedska)
- Lygne (Norveška)
- Łyna (Poljska)
- Lys/Leie (Francija, Belgija)
- Lycus/Lykos (Çürüksu) (Turčija-Anatolija)

## M
- Maas (gl. Meuse)
- Mackenziejeva reka (1738 km) (Kanada)
- Madeira (reka) (Brazilija)
- Magdalena (1730 km) (Kolumbija)
- Maggia (Švica)
- Maglenica (Grčija-Egejska Makedonija)
- Magra (Italija)
- Mahanadi (Indija)
- Mahananda (Indija/Sikkim)
- Maha Oya (Šrilanka)
- Mahaveli (Šrilanka)
- Mahi (Indija)
- Maine (reka) (Francija)
- (River) Maine (2 reki na Irskem)
- Maine (reka) (ZDA; 2. Francija)
- Maira (Italija)
- Maisach (Nemčija)
- Maja (reka) (Hrvaška)
- Majdanka (Bosna in H.)
- Majna (527 km) Nemčija
- Maksimivska reka (Poljska/Ukrajina)?
- Malahatari (Rusija)
- Malån (Švedska)
- Mala Neretva (Hrvaška)
- Malenicja (Ukrajina)
- Malina (Slovaška)
- Mallero (Italija)
- Mali Anjuj (Rusija)
- Malone (Italija)
- Malše/Maltsch (Avstrija, Češka)
- Malta (Avstrija-Koroška)
- Malta (Latvija)
- Malvathu (Šrilanka)
- Mali Dunav (Srbija)
- Malý Dunaj (Mala Donava) (Slovaška)
- Mamoré (Brazilija)
- Manas (Kitajska/Tibet, Butan, Indija)
- Manda (Bosna in Hercegovina)
- Mândra (Romunija)
- Mangfall (Nemčija)
- Manič (Rusija)
- Manimala (Indija-Kerala)
- Mandžra (Indija)
- El Manol (Španija-Katalonija)
- Mara (Romunija)
- Marano (Italija)
- Marañón (1737 km) (Južna Amerika -)
- Marcal (Madžarska)
- Marecchia (Italija)
- Marica (gr. Hebros, tur. Meriç) (480 km) Bolgarija, Turčija, Grčija
- Markarfljót (Islandija)
- Markau (Nemčija)
- Markova reka (Severna Makedonija)
- Marna "Marne" (525 km) Francija
- Marokopa (Nova Zelandija)
- Marovica (Srbija)
- Maronne (Francija)
- Mārupīte (Latvija)
- Mas / Matz (Francija)
- Massu (Estonija)
- Mastník (Češka)
- Mat` (Albanija)
- Matica (Bosna in Hercegovina, Hrvaška)
- Matrosovka (Rusija-Kaliningrad)
- Mauldre  (Francija)
- May (Irska)
- Mayenne (Francija)
- Mazaro (Italija-Sicilija)
- Mazunka (Ukrajina)
- Mazupīte (Latvija)
- Meander (Turčija-Anatolija)
- Medija (Slovenija)
- Meduna (Italija-Furlanija)
- Medvedica (Rusija)
- Medway (Anglija)
- Meghna (Bangladeš)
- Mekong (4350 km) (Kitajska, Mjanmar, Laos, Tajska, Kambodža, Vietnam)
- Meenačil-aar (Indija-Kerala)
- Meisse (Nemčija)
- Mela (reka)/Möll (Avstrija-Koroška)
- Melezza (Švica) oz. Melezzo Orientale (Italija)
- Melk (reka) (Avstrija)
- Menam (Azija)
- Mera (Švica, Italija)
- Mersey (Anglija)
- Mersunja (Hrvaška)
- Merta (Češka)
- Meschio/Mescli (Italija)
- Mesta /Nestos (Bolgarija, Grčija)
- Mestinjščica (Slovenija)
- Meša (Rusija)
- Metauro (Italija)
- Metuje (Češka)
- Meu (Francija)
- Meurthe (Francija)
- Meuse, Maas (925 km) (Francija, Belgija, Nizozemska),
- Mezenj (Rusija)
- Meža (Slovenija)
- Midouze/Midour/okcitan. Midor/Midosa (Francija)
- Mieån (Švedska)
- Miellätno (Švedska)
- Mignon (Francija)
- Miljacka, Bosna in Hercegovina
- Mincio (Italija)
- Minija (Litva)
- Minnesota (reka) (ZDA)
- Miño /Minho (Španija-Galicija/Portugalska)
- Mirna (44 km) Slovenija
- Mirna (53 km) (Hrvaška-Istra)
- Miruša (Kosovo)
- Misa (Latvija)
- Misisipi (3733 km) (ZDA)
- Mislinja (Slovenija)
- Misoča (Bosna in Hercegovina)
- Misuri (Missouri) (3767 km) (ZDA)
- Mittån (Švedska)
- Mlađačka rijeka (Bosna in H.)
- Mlava (2: Srbija in Bosna in H.)
- Toreente Modolena (Italija)
- Mleczka (Poljska)
- Moälven (Švedska)
- Močurica (Bolgarija)
- Modrugazu (Romunija)
- Mogami (Japonska)
- Möhne (Nemčija)
- Mokša (Rusija)
- Moldova (Romunija)
- Moloma (Rusija)
- Molonglo (Avstralija)
- Moma (Rusija)
- Mondego (Portugalska)
- Monne (Francija)
- Monnow (Anglija)
- Morača (Črna Gora)
- Velika Morava (185 km) Srbija
- Morava (352 km) (Češka, Avstrija/Slovaška)
- Moravica (Golijska, Sokobanjska, Preševska Moravica), Srbija
- Moravica (Romunija, Srbija-Vojvodina)
- Moravice (Češka)
- Moravská Dyje (Češka, Avstrija)
- Moravská Sázava (Češka)
- Morge (Francija)
- Morghab (Afganistan, Turkmenistan)
- Mörrumsån (Švedska)
- Moshassuck (ZDA)
- Moskva (reka), (473 km) Rusija
- Mosoni-Duna (Madžarska)
- Mostarska Bijela (Bosna in Hercegovina)
- Mostiștea (Romunija)
- Mostonga (Srbija)
- Moštanica (Bosna in H.)
- Moštěnka (Češka)
- Motala ström (Švedska)
- Motława (Poljska)
- Motnica, Koroška (Avstrija)
- Motru (Romunija)
- Mouteka (Nova Zelandija)
- Moy (Irska)
- Mozela /Moselle, Mosel, Musel (544 km) (Francija, Luksemburg, Nemčija)
- Mraconia (Romunija)
- Mrežnica (63 km) (Hrvaška)
- Mrlina (Češka)
- Mrtva-Tisa (Slovaška)
- Mšanec (Ukrajina)
- Mucone (Italija)
- Muga (Španija-Katalonija)
- Múlakvísl (Islandija)
- Mulde, Nemčija
- Mumlava (Češka)
- Munjava (reka) (Hrvaška)
- Munkedalsälven (Švedska)
- Muonio/Muonioälven (Švedska/Finska)
- Muota (Švica)
- Mura (438 km) (Avstrija, Slovenija, Hrvaška, Madžarska)
- Muráň (Slovaška)
- Murat (Arsanias, vzhodni Evfrat: Turčija)
- Mureš (Mureș, 789 km) Romunija, Madžarska
- Murr (Nemčija)
- Murray (1930 km) (Avstralija)
- Murrumbidgee (Avstralija)
- Mürz /Murica (Avstrija)
- Musone (Italija)
- Mūša (Litva)
- Mušnica (Bosna in Hercegovina)
- Mutludere/ Rezovo/Rezovska reka (Bolgarija, Turčija)
- Mutnica (Bosna in Hercegovina)
- Mutska Bistrica (Avstrija/Slovenija)
- Muvattupuzha (Indija-Kerala)
- Muze (Francija)
- Myjava (Slovaška)
- Mzimta (Rusija)
- Mže (Češka)

## N
- Naab (Nemčija)
- Naarn (Avstrija)
- Naamijoki (Švedska)
- Nadiža (60 km), Slovenija/Italija
- Nagold (Nemčija)
- Nahe (Nemčija)
- Nahr Ibrahim (Abraham/Adonis) (Libanon)
- Naikupe (Litva)
- Nak (Japonska)
- Nakdong (Južna Koreja)
- Nam - Gang (Severna Koreja)
- Nam Khan (Laos)
- Nam Ou (Laos)
- Namsen (Norveška)
- Nan (Tajska)
- Nanjska (Bosna in H.)
- Nanoščica (Slovenija)
- Napo (1130 km) (Ekvador, Peru),
- Narev "Narew" (Poljska)
- Narkån (Švedska)
- Narmada (okoli 1312 km) (Indija),
- Narva (Estonija/Rusija)
- Näsån (Švedska)
- Natissa (Italija-Furlanija)
- Nätraån (Švedska)
- Nättrabyån (Švedska)
- Navesti (Estonija)
- Neajlov (Romunija)
- Nea-Nidelvvassdraget (Norveška)
- Neckar (367 km) (Nemčija)
- Nedvědička (Češka)
- Nelson (644 km)  (Kanada)
- Nemen (Njemunas/Njemen) (Belorusija, Litva/Rusija-Kaliningrad)
- Nemunėlis (latv. Mēmele) (Litva, Latvija)
- Nene (Anglija)
- Ner (Poljska)
- Nera (Romunija, Srbija)
- Nera (Italija)
- Neretva, Bosna in Hercegovina, Hrvaška
- Neretvica (Bosna in Herc.)
- Nerodimka /Nerodimja (Kosovo)
- Nervia (Italija)
- Nervión (Španija)
- Nesse (Nemčija)
- Nesyt (Češka)
- Nethe (Nemčija)
- Nette (Nemčija)
- Neto (Italija)
- Netta (Poljska)
- Neva (74 km) (Rusija)
- Nevėžis (Litva)
- Nevljica (Slovenija)
- Nevola (Italija)
- Newry (Severna Irska)
- Nezajmanka (Rusija)
- Ngaruroro (Nova Zelandija)
- Nianån (Švedska)
- Ničlavka (Ukrajina)
- Nida (Poljska)
- Nidda (Nemčija)
- Nidder (Nemčija)
- Nidelva (Norveška)
- Niedrupe (Litva)
- Niers (Nemčija, Nizozemska)
- Niesób (Poljska)
- Nièvre (Loire) (Francija)
- Niger (4180 km) (Gvineja, Mali, Niger, Benin, Nigerija),
- Nil (6650 km) (Sudan, Burundi, Ruanda, DR Kongo, Tanzanija, Kenija, Uganda, Etiopija, Egipt)
- Nisa (Nemčija, Poljska)
- Nisa Šalona (Poljska)
- Nissan (reka) (Švedska)
- Nišava (Bolgarija, Srbija)
- Nith (Škotska)
- Nitra (Slovaška)
- Nitrica (Slovaška)
- Nive (Francija)
- Nižnjaja Tajmira (Rusija)
- Nižnjaja Tunguska (gl. Spodnja Tunguska)
- Noirieu (Francija)
- Noncello (Italija-Furlanija)
- Nonette (Francija)
- Nördliche Taurach/Pongauer Taurach (Avstrija)
- Nordre älv (Švedska)
- Norðurá (Islandija)
- Nore (Irska)
- Norin (Hrvaška)
- Norrån (več rek na Švedskem)
- Norrström (Švedska)
- Norrtäljeån (Švedska)
- Norsälven (Švedska)
- North Canadian River (ZDA)
- Nossan (Švedska)
- Nota (reka) (Finska, Rusija)
- Noteć (Poljska)
- Novčica (Hrvaška)
- Noveglia (Italija)
- Novohradka (Češka)
- Nowood (ZDA)
- Numedalslågen (Norvaška)
- Núpsvötn (Islandija)
- Nure (Italija)
- Nybroån (Švedska)
- Nyköpingsån (Švedska)

## O
- Ob (3650 km od izvira reke Katun; 5410 km z Irtišem), Rusija
- Obal (Belorusija)
- Oberach (Avstrija)
- Obra (Poljska)
- Obrh (Slovenija)
- Obrzyca (Poljska)
- Obsenica (Hrvaška)
- Obva (Rusija)
- Odenica (Hrvaška)
- Odense Å (Danska)
- Odra (854 km) (Poljska, Češka, Nemčija)
- Odra (83 km) (Hrvaška)
- Ofanto (Italija)
- Oglio (Italija)
- Ognon (Francija)
- Ognona (Švica)
- Oggoué (Gabon)
- Ogosta (Bolgarija)
- Ogre (Latvija)
- Ogströmmen (Švedska)
- Ohama (ZDA)
- Ohau (Nova Zelandija)
- Ohio (981 km) (ZDA)
- Ohm (Nemčija)
- Ohre (Nemčija)
- Ohře, Eger (105 km) (Nemčija, Češka)
- Oignin (Francija)
- Oise (302 km) (Belgija, Francija)
- Oison (Francija)
- Öjån (Švedska)
- Oka (1500 km) (Rusija),
- Okavango (1700 km) (Angola, Namibija, Bocvana)
- Oker (reka) (Nemčija)
- Okna (Slovaška)
- Olandsån (Švedska)
- Oława (Poljska)
- Olenjok (2,292 km) (Rusija)
- Oleška (Češka)
- Olifants (Limpopo), Elefantes (346 km) (Južnoafriška republika, Mozambik)
- Ölfusá (Islandija)
- Olio (Italija)
- Oljokma (1436 km) (Rusija)
- Oľka (Slovaška)
- Olona (italija)
- Olpeta (Italija)
- Olša (Avstrija/Koroška)
- Olšava (Češka)
- Olše/Olza (Češka/Poljska)
- Olšinka (Češka)
- Olt (Romunija)
- Olteț (Romunija)
- Om (1091 km) (Rusija)
- Ombrone (Italija)
- Omoloj (Rusija)
- Omolon (Rusija)
- Omulew (Poljska)
- Omurovska reka (Bolgarija)
- Ondava (Slovaška)
- Ondavka (Slovaška)
- Onega (Rusija)
- Onon (-Gol) (953 km) (Mongolija, Rusija)
- Opava (Češka Šlezija)
- Oplotniščica (Slovenija)
- Oranje (2.200 km) (Lesoto, Južnoafr. republika, Namibija)
- Orava (Slovaška)
- Orb (Francija)
- Orbe (Švica)
- Orbe Thielille (Švica)
- Orcia (Italija)
- Orco (Italija)
- Oreälven (Švedska)
- Örekilsälven (Švedska)
- Oreto (Italija-Sicilija)
- Orge (Francija)
- Orhon (Mongolija)
- Oril´ (Ukrajina)
- Orinoko (2250 km) (Kolumbija?, Venezuela)
- Orkla (Norveška)
- Orla (Poljska)
- Orlice (Češka)
- Orljava (Hrvaška)
- Ornain (Francija)
- Orne (Francija)
- Oront (Asi /Nahr el Asi) (571 km) (Libanon, Sirija, Turčija)
- Örsundaån (Švedska)
- Örtze (Nemčija)
- Orzyc (Poljska)
- Osam (Bolgarija)
- Ösan (Švedska)
- Osanica (Bosna in Herc.)
- Osapska reka (Slovenija, Italija)
- (Velika) Osatina (Hrvaška)
- Osse (Francija)
- Oskava (Češka)
- Oskop (Rusija, Ukrajina)
- Oslava (Češka)
- Oste (Nemčija)
- Österdalälven (Švedska)
- Ostrach (Nemčija)
- Ostružná (Češka)
- Osum (Albanija)
- Otava (Češka)
- Otešica (Hrvaška)
- Oti (Burkina Faso, Benin/Togo, Togo/Gana)
- Otinja (Severna Makedonija)
- Otra (Norvaška)
- Ottawa (1271 km) (Kanada)
- Otuča (Hrvaška)
- Otzthaler Ach (Avstrija)
- Ouanne (Francija)
- Ouche (Francija)
- Oudon (Francija)
- Ouémé (Benin)
- Oulu (Finska)
- Ounasjoki (Finska)
- Our (reka) (Belgija, Luksemburg, Nemčija)
- Ource (Francija)
- Ourcq (Francija)
- Ourthe (Belgija)
- Ouse, Yorkshire (Anglija)
- Ouse, Sussex (Anglija)
- Great Ouse (Anglija)
- Oust (Francija)
- Ouvèze (Francija)
- Ouysse (Francija)
- Ozanne (Francija)

## P
- Paal (Avstrija)
- Paar (Nemčija)
- Pad, Po (652 km) (Italija)
- Pada (Estonija)
- Padma (Indija?, Bangladeš)
- Paillon (Francija)
- Paka (Slovenja)
- Pakarae (Nova Zelandija)
- Pakra (Hrvaška)
- Palar (Indija)
- Paltinul (Romunija)
- Palten (Avstrija)
- Pamba (Indija-Kerala)
- Panaro (Italija)
- Panjica (Srbija)
- Para (Brazilija)
- Paragvaj (2695 km) (Paragvaj, Brazilija, Argentina, Bolivija)
- Parana (3998 km) (Brazilija, Paragvaj, Argentina)
- Parbati (Indija)
- Paríž (Slovaška)
- Pärlälven (Švedska)
- Parma (Italija)
- Parnaíba (1,400 km) (Brazilija)
- Pärnu (Estonija)
- Paroo (Avstralija)
- Parrett (Anglija)
- Parsęta/Prośnica (Poljska)
- Partizanskaja (Rusija)
- Pasłęka (Poljska)
- Pa Sak (Tajska)
- Passer/Passirio (Italija/Južna Tirolska)
- Pasvikelva/Paatsjoki (Finska, Norveška, Rusija)
- Patapsco (ZDA)
- Pats (Finska/Norveška/Rusija)
- Pavllë /Pavlla' (Grčija, Albanija)
- Pawtuxet (ZDA)
- Pazinčica (Hrvaška-Istra)
- Pčinja (Srbija, Severna Makedonija)
- Peace (1923 km) (Kanada)
- Pecos (ZDA)
- Pečka Bistrica /Peja Bistrica/Lumbardhi i Pejës (Kosovo)
- Pečora (1809 km) (Rusija)
- Pededze (Latvija, Estonja)
- Pedieos (Ciper)
- Pedja (Estonija)
- Peene (Nemčija)
- Pegnitz (Nemčija)
- Pek (Srbija)
- Pellice (Italija)
- Pena (alb. Shkumbin) (Severna Makedonija)
- Penganga (Indija)
- Penner (Indija)
- Perec (Slovaška)
- Perijar (Indija-Kerala)
- Peručica (Bosna in Herc.)
- Pescara (Italija)
- Pesnica (Slovenija)
- Peščanka (Rusija)
- Petikån (Švedska)
- Petrinjčica (Hrvaška)
- Petit Morin (Francija)
- Picentino (Italija)
- Pfinz (Nemčija)
- Piava, Piave (220 km) (Italija),
- Pielach (Avstrija)
- Piesting (Avstrija)
- Piława (Poljska)
- Pilcomayo (1100 km) (Argentina, Bolivija, Paragvaj)
- Pilica (Poljska)
- Pinega (Rusija)
- Ping (Tajska)
- Pinka (Avstrija, Madžarska)
- Pinn (Irska)
- Pioverna (Italija)
- Pirita (Estonija)
- Piomba (Italija)
- Pisa (reka) (Poljska)
- Pisuerga (Španija)
- Pišnica (Slovenija)
- Pite/Piteälven (Švedska)
- Pitten (Avstrija)
- Piusa (Estonija)
- Pižma (Rusija)
- Pjasina (Rusija)
- Piva (34 km) (Črna gora)
- Pivka (Slovenija)
- Pjoza (Rusija)
- Platani (Italija-Sicilija)
- Plavnica (Hrvaška)
- Plavska reka (Kosovo, Albanija)
- Platte (povirna kraka: South Platte, North Platte) (ZDA)
- Plessur (Švica)
- Pliszka (Poljska)
- Plitvica (reka) (Hrvaška)
- Pliva (Bosna in Hercegovina)
- Plivica (Hrvaška)
- Ploučnice (Češka)
- Plovuča (Bosna in Hercegovina)
- Poblačnica (Srbija, Bosna in H.)
- Pogăniș (Romunija)
- Polcevera (Italija)
- Polskava (potok) (Slovenija)
- Polska Woda/Młyńska Woda (Poljska)
- Põltsamaa (Estonija)
- Ponor (Vrbas) (Bosna in Hercegovina)
- Río de la Plata (290 km) Argentina, Urugvaj
- Podkamena Tunguska (1865 km) (Rusija)
- Polonka (Ukrajina)
- Pöls (Avstrija)
- Polskava (Slovenija)
- Pominicja (Ukrajina)
- Ponnaiyar (Indija)
- Ponoj (Rusija)
- Pontebana (Italija)
- Popigaj (Rusija)
- Popovska (Bolgarija)
- Porcupine River (Kanada, ZDA)
- Poprad (Slovaška, Poljska)
- Porečka reka (Srbija)
- Poričnica (Bosna in H.)
- Poschiavino (Italija)
- Potenza (Italija)
- Potong (Severna Koreja)
- Powder (ZDA)
- Prača (Bosna in Hercegovina)
- Prahova (Romunija)
- Prandi (Estonija)
- Pregolja/nem. Pregel, lit. Prieglius/ (Rusija-Kaliningrad)
- Preševska Moravica (Srbija)
- Pridvorica (reka) (Črna Gora)
- Pripjat (Belorusija, Ukrajina)
- Prizrenska Bistrica (Kosovo) /Lumbardhi i Prizrenit"
- Prosna (Poljska)
- Prostir (Ukrajina, Belorusija)
- Protoka Ularovskaja (Rusija)
- Protva (Rusija)
- Provadijska reka (Bolgarija)
- Providence (ZDA)
- Prüm (Nemčija)
- Prusačka rijeka (Bosna in Hercegovina)
- Prut (953 km) Romunija, Moldavija, Ukrajina
- Psel (Rusija, Ukrajina)
- Psjana (Ukrajina)
- Pšata (Slovenija)
- Puerco (ZDA)
- Pühajõgi (Estonija)
- Pukaki (Nova Zelandija)
- Pulkau/Pulkava (Avstrija, Češka)
- Pulonga (Rusija)
- Pulsnitz/Połčnica (Nemčija)
- Punkva (Češka)
- Pur (Rusija)
- Purari (Papua-Nova Gvineja)
- Purna (2 različni, Indija)
- Purnitz (Nemčija)
- Purus (3382 km) (Brazilija, Peru)
- Purtse (Estonija)
- Pušnica (Srbija)
- Putna (Romunija)
- Pyhä (Finska)

## Q
- Rio Quaresimo (Italija)
- Queanbeyan (Avstralija)
- Quiliano (Italija)
- Čingšui (Kitajska)

## R
- Råån, prej tudi Kvistoftaån (Švedska)
- Raba (283 km) Avstrija/Madžarska
- Raba, Koroška (Avstrija)
- Raba, Poljska
- Rabiusa (Švica)
- Rabnitz /Répce, Rábca (Avstrija, Madžarska)
- Ráckevel (Soroksári-) Duna (Madžarska)
- Racovăț /Rakovec (Ukrajina/Moldova)
- Rača (Slovenija)
- Račica (Bosna in Hercegovina)
- Radika (Kosovo, Severna Makedonija)
- Radimna (Romunija)
- Radbuzá (Češka)
- Radoljna (Slovenija)
- Radomka (3, Poljska)
- Radomlja (Slovenija)
- Radošinka (Slovaška)
- Radovna (Slovenija)
- Radulja (Slovenija)
- Raudna (Estonija)
- Radunia (Poljska)
- Rajčanka (Slovaška)
- Rak (Slovenija)
- Rakaia (Nova Zelandija)
- Rakitnica (reka) (Slovenija; 2.: Bosna in Hercegovina)
- Rakovica (reka) (Bosna in H.)
- Rama (reka) (Bosna in Hercegovina)
- Ramsauer Ache (Nemčija)
- Rannapungerja (Estonija)
- Râncăciov (Romunija)
- Rance (Francija)
- Rånden (Švedska)
- Råne/Råneälven (Švedska)
- Rangitata (Nova Zelandija)
- Rapaätno/Rapa (Švedska)
- Rapti (Indija)
- Rasa (Romunija)
- Rasina (Srbija)
- Råstätno (Švedska)
- Raša (Hrvaška-Istra)
- Rašica (Raščica) (Slovenija)
- Raška (Srbija)
- Râul Doamnei (Romunija)
- Rauma (Norveška)
- Răut (Moldova)
- Rautasälven (Švedska)
- Ravi (720  km) (Indija, Pakistan)
- Razdolnaja (Rusija),
- Rdeča reka (1149 km) (Kitajska, Vietnam),
- Read Rock (110 km) (ZDA),
- Red River (ZDA)
- Recknitz (Nemčija)
- Reda (Poljska)
- Rednitz (Nemčija)
- Rega (Poljska)
- Regen (reka) (Nemčija)
- Reghena (Italija-Furlanija)
- Regnitz (Nemčija)
- Reisen (Norveška)
- Reiu (Estonija)
- Reka (Slovenija)
- Reka svetega Lovrenca (928 km z estuarijem) (Kanada/ZDA)
- Reklanica (Italija)
- Rems (Nemčija)
- Ren (1233 km) (Švica, Lihtenštajn/Avstrija, Nemčija, Francija, Nizozemska)
- Rena(elva) (Norveška)
- Rench (Nemčija)
- Reno (Italija)
- Répce (Avstrija?, Madžarska)
- Republican (ZDA)
- Rère (Francija)
- Resava (Srbija)
- Ressa (Rusija)
- Rešetarica (Hrvaška)
- Reuss (Švica)
- Revúca (Slovaška)
- Rēzekne (Latvija)
- Rezija (Resia) (Italija)
- Rezovska reka/Rezovo /Mutlu (Bolgarija/Turčija)
- Rhue (Francija)
- Rhume (Nemčija)
- Ribble (Anglija)
- Ribe Å (Danska)
- Ribnica (reka) (Slovenija)
- Ribnica (Bosna) (BiH)
- Ribnica (Črna Gora)
- Ribnica (Hrvaška)
- Ribnica (Srbija)
- Ribnjak (Bosna in Hercegovina)
- Rickleån (Švedska)
- Ričica (Hrvaška)
- Riebnesströmmen (Švedska)
- Rienz/Rienza (Italija/Južna Tirolska)
- Rihand (Indija)
- Rijeka (reka) (Bosna in H.)
- Rika (reka) (Ukrajina; 2. Bosna in Herc.)
- Rimava (Slovaška)
- Rimavica (Slovaška)
- Rimjin (Severna, Južna Koreja)
- Rinya (Madžarska)
- Rinža (Slovenija)
- Risån (Švedska)
- Risle (Francija)
- Riss (Nemčija)
- Rizzanese (Francija-Korzika)
- Rječina (Hrvaška)
- Rio Grande (3051 km) (ZDA, Mehika),
- Rio Madeira (1450  km) (Bolivija, Brazilija),
- Rio Negro (Amazonka) (2250 km) (Kolumbija, Venezuela, Brazilija)
- Río Negro, Urugvaj (Urugvaj)
- Rivo Tella (Italija)
- Rjurjuzan (Rusija)
- Rodach (Nemčija)
- Rodenberger Aue (Nemčija)
- Kleine Röder (Wilde Röder); Grosse Röder (Nemčija)
- Roding (Anglija)
- Rogatnica (Slovenija)
- Rögnitz (Nemčija)
- Röjdan (Švedska)
- Roja (Latvija)
- Rokån/Rok (Švedska)
- Rokava (Slovenija)
- Rokytná (Češka)
- Rolfsån (Švedska)
- Romže (Češka)
- Rona (813 km) (Švica, Francija)
- Ronco (Italija)
- Rönne å (Švedska)
- Ronnebyån/Ronneby (Švedska)
- Rons (Španija)
- Ropotamo (Bolgarija)
- Rörån (Švedska)
- Ros´ (Ukrajina)
- Rosån (Švedska)
- Rosica (Bolgarija)
- Rospuda (Poljska)
- Rot (Nemčija)
- Rotaldo (Italija)
- Rotna/Rottnan (Norveška, Švedska)
- Rott (Nemčija)
- Roubaud (Francija)
- Rouvre (Francija)
- Roya /Roia (Francija, Italija)
- Ruamahanga (Nova Zelandija)
- Rusava (Češka)
- Rubikon (80 km), Italija
- Ruda-Grab (Hrvaška)
- Ru de Servais (Francija)
- Rudava (Slovaška)
- Rudnaja (Rusija)
- Ruhr (Nemčija)
- Ruisseau de Blagour (Francija)
- Ruisseau du Boulet (Francija)
- Ruisseau de Vaunaises (Švica)
- Rūja (Latvija)
- Rumena reka (5464 km) Huangho, Huang He, (Kitajska)
- Rumin (Hrvaška)
- Rupel (reka) (Francija)
- Rur/Roer (Nemčija, Nizozemska)
- Rurubu (416 km) (Burundi, Tanzanija)
- Rusokastrenska reka (Bolgarija)
- Ruzizi - (117 km) glavna pritočna reka Tanganjiškega jezera
- Rye Å (Danska)
- Ryesong (Južna Koreja)
- Rzav (Srbija)
- Rzav (Drina) (Srbija, Bosna in Hercegovina)

## S
- Saalach (Avstrija, Nemčija)
- Saale (413 km) (Nemčija)
- Saane/Sarine (Švica)
- Saar (246 km) (Nemčija)
- Sabar (Romunija)
- Sabari (Indija)
- Sabarmati (Indija)
- Sabato (Italija)
- Sächische Saale (Nemčija)
- Sacramento (ZDA)
- Sadika (Bosna in Herc.)
- Sagån (Švedska)
- Saggau (Avstrija)
- Sâi (Romunija)
- Sajó/Slaná (Slovaška, Madžarska)
- Sakae Krang (Tajska)
- Sakarya (gr. Sangarios) (Turčija-Anatolija)
- Saksahan (Ukrajina)
- Salaca (Latvija)
- Salado (2 reki, Argentina in 1 Mehika)
- Salat (Francija)
- Salinas (ZDA)
- Salinello (Italija)
- Salso/Imera Meridionale (Italija-Sicilija)
- Salso Cimarosa (Italija-Sicilija)
- Salto (Italija)
- Salva (Ukrajina)
- Salven (3289 km) (Kitajska, Mjanmar=Burma, Tajska)
- Salz (Nemčija)
- Salza (Avstrija)
- Salzach (227 km), Avstrija/Nemčija/
- Samara (Rusija; 2. = Ukrajina)
- Samarga (Rusija)
- Sambre (Francija, Belgija)
- Samur (Rusija/Azerbajdžan)
- San (458 km) Poljska, Ukrajina
- Sana (142 km) Bosna in Hercegovina
- Såna oz. Hølenelva (Norveška)
- Sanarka (Rusija)
- San Bartolomeo
- Sanggan (Kitajska)
- Sangone (Italija)
- Sangro (Italija)
- Sanica (Bosna in H.)
- Sangisälven (Švedska)
- San Joaquin/Río San Joaquín (ZDA)
- San Juan (Mehika)
- San Leone (Italija-Sicilija)
- Sanna (Avstrija)
- Sansobbia (Italija)
- Santerno (Italija)
- Saona /Saône /Sona (Francija)
- São Francisco (2,830 km) (Brazilija)
- Sapna (Bosna in H.)
- Sarantaporos/Sarandapor (Grčija/Albanija)
- Sarata (Moldova, Ukrajina)
- Sarbaj (Rusija)
- Sarca (Italija)
- Sarca di Campiglio (Italija)
- Sarca di Val Genova (Italija)
- Sarca-Mincio (Italija)
- Sarine (Švica)
- Sarner Aa (Švica)
- Sarthe (Francija)
- Sárvíz (Madžarska)
- Saskatchewan (547 km) (Kanada)
  - South Saskatchewan River (1.392 km) &North Saskatchewan River (1.287 km)
- Sasar (Romunija)
- Sateska reka (Severna Makedonija)
- Satledž Satluj/Lagden Zhanbo (Kitajska/Tibet, Indija, Pakistan)
- Sauðá (Islandija)
- Sauer /fr. Sûre (Belgija, Luksemburg, Nemčija)
- Sauga (Estonija)
- Sauldre (Francija)
- Saulx (Francija)
- Sava (947 km) (Slovenija, Hrvaška, Bosna in Herc., Srbija)
- Sava Bohinjka (Slovenija)
- Sava Dolinka (Slovenija)
- Savannah (reka) (ZDA)
- Sävarån (Švedska)
- Save (Francija)
- Säveån (Švedska)
- Savio (Italija)
- Savinja (96 km) (Slovenija)
- Sawa (Poljska)
- Sawica, Sasek (Poljska)
- Saxån, Saxälven (Švedska)
- Sázava (Češka)
- Sazlijka (Bolgarija)
- Scarpe (Francija)
- Schiau (Romunija)
- Schlierach (Nemčija)
- Schmida (Avstrija)
- Schmur (Švica)
- Schunter (Nemčija)
- Schussen (Nemčija)
- Schwalm (2, Nemčija)
- Schwarza (Avstrija)
- Schwarzach (Nemčija)
- Schwarze Elster (Nemčija)
- Schwarze Laber (Nemčija)
- Schwechat (reka) (Avstrija)
- Scie (Francija)
- Secchia (Italija)
- Sédelle (Francija)
- Sée (Francija)
- Seeache (Avstrija)
- Seez (Švica)
- Segre (Španija/Katalonija)
- Sejm (reka) (Rusija, Ukrajina)
- Sejmkan (Rusija)
- Sekčov (Slovaška)
- Selá (Islandija)
- Selångersån (Švedska)
- Sele (Italija)
- Selenga (992 km) (Mongolija, Rusija)
- Selendža (Rusija)
- Selja (Estonija)
- Selška Sora (Slovenija)
- Sélune (Francija)
- Seman (Albanija)
- Semešnica (Bosna in Hercegovina)
- Semme (Francija)
- Semnon (Francija)
- Semois /fr. Semoy (Belgija, Francija)
- Sena, Seine (776 km) (Francija),
- Senegal (1086  km) (Senegal, Mavretanija, Mali)
- Senkovec (Bolgarija)
- Sennevière (Francija)
- Senouire (Francija)
- Sense (Švica)
- Sepik (Papua-Nova Gvineja)
- Serahis (Ciper)
- Serchio (Italija)
- Serein (Francija)
- Serio/Sère/ (Italija)
- Serre (Francija)
- Sesia (Italija)
- Seudre (Francija)
- Seuge (Francija)
- Seugne (Francija)
- Severn (Wales, Anglija)
- Severn River (2 reki v Kanadi/prov. Ontario z razl. izlivoma)
- Severski Donec (Ukrajina)
- Sèvre Nantaise (Francija)
- Sèvre Niortaise (Francija)
- Seynes (Frqncija)
- Shabeelle (2714 km) (Etiopija, Somalija)
- Shalë /Shala (Albanija)
- Shannon (Irska)
- Sharavati (Indija)
- Sharoargun (Rusija)
- Shivanath (Indija)
- Shkumbin (Albanija)
- Shoshone (ZDA)
- Shushicë/Vlora (Albanija)
- Siagne (Francija)
- Sianne (Francija)
- Sichon (Francija)
- Sieg (Nemčija)
- Siesartis (Litva)
- Sieve (Italija)
- Sihavka (Ukrajina, Poljska)
- Sihl (Švica)
- Siika (Finska)
- Sikån (Švedska)
- Sikenica (Slovaška)
- Sil (Španija)
- Sile (Italija)
- Sileru (Indija)
- Sill (Avstrija-Tirolska)
- Sillerboån (Švedska)
- Silke (Nemčija)
- Silva (Rusija)
- Silverån (Švedska)
- Simested Å (Danska)
- Simeto (Italija-Sicilija)
- Simme (Švica)
- Sims Bayou (ZDA)
- Sinapovska (Bolgarija)
- Sindh (Indija)
- Sinn (Nemčija)
- Sinne (Italija)
- Sinoha (Ukrajina)
- Sió (Madžarska)
- Sioule (Francija)
- Sipi (Uganda)
- Sir Darja (2256 km) (Kirgizistan, Tadžikistan, Uzbekistan, Kazahstan)
- Siret, Siretul, Seret (647 km) (Romunija)
- Torrente Sisola (Italija)
- Sitnica (Kosovo)
- Sitter (Švica)
- Siva (Rusija)
- Sjaunjaätno (Švedska)
- Sjoa (Norveška)
- Sjoutälven (Švedska)
- Skaftá (Islandija)
- Skålån (Švedska)
- Skals Å (Danska)
- Skäppträskån (Švedska)
- Skärjån (Švedska)
- Skeboån (Švedska)
- Skeiðará/Skeiðarársandur (Islandija)
- Skellefte /Skellefteälven (Švedska)
- Skern /Skjern Å (Danska)
- Skiensvassdraget (Norveška)
- Skógá (Islandija)
- Skomlja (Bolgarija)
- Skora (Poljska)
- Skotawa (Poljska)
- Skräbeån (Švedska)
- Skrapež (Srbija)
- Skrivyte (Litva/Rusija-Kaliningrad)
- Skrwa (Poljska)
- Slaney (Irska)
- Slatina (Slovaška)
- Slatinica (Bosna in Hercegovina)
- Slatinska rijeka (Bosna in Hercegovina)
- Sluč (Ukrajina, Belorusija)
- Slunjčica (Hrvaška)
- Słupia (Poljska)
- Smagne (Francija)
- Smotača (Bosna in H.)
- Smutná (Češka)
- Snake (1078 km) - največji pritok Kolumbije v državi Washington, ZDA
- Snärjebäcken (Švedska)
- Snarumselva (Norveška)
- Snoderån (Švedska-Gotland)
- Soča, Isonzo (138 km) (Slovenija, Italija)
- Soči (Rusija)
- Söderköpingsån (Švedska)
- Sog/Sogið (Islandija)
- Soh (Kirgizistan, Uzbekistan)
- Sokočnica (Bosna in Herc.)
- Solba "Sulm" (Avstrija-Štajerska); 1 tudi v Rusiji
- Soligo (Italija)
- Soma (245 km), Francija
- Someș + povirni Someşul Mare (Romunija)
- Someșul Mic=Someșul Cald+Someșul Rece (Romunija)
- Somovka (Rusija)
- Son (Indija)
- Songhua Džjang/Songdžjnang? (Kitajska)
- Søo (Norveška)
- Soodla (Estonija)
- Sopota (Slovenija)
- Sora (52 km s Poljansko Soro), Slovenija
- Sör-Lillån (Švedska)
- Sorraia (Portugalska)
- Sosika (Rusija)
- Sotla /Sutla (90 km) (Slovenija/Hrvaška)
- Sož (Belorusija...)
- Spačva (Hrvaška)
- Spey "Uisge Spe" (Škotska)
- Spodnja Tunguska (2989 km) (Rusija)
- Spöl /Aqua Granda (Švica, Italija)
- Sporzana (Italija)
- Spreča (Bosna in H.)
- Spree (Nemčija)
- Sredecka reka (Bolgarija)
- Stångån (Švedska)
- Stara reka (Severna Makedonija) (2. Bolgarija)
- Stare Rehišče (Ukrajina)
- Stavnja (Bosna in Herceg.)
- Stebnik/Stebnyk (Ukrajina, Poljska)
- Stebnyk (Ukrajina - 2.)
- Steinbach (Avstrija)
- Stella (Italija-Furlanija)
- Stensån (Švedska)
- Stepenitz (Nemčija)
- Steyr (Avstrija)
- Stiller (Nemčija)
- Stir (Ukrajina, Belorusija)
- Stizzon (Italija)
- Stohid (Ukrajina)
- Stoličný potok (Slovaška)
- Stonávka (Češka)
- Storå(en) (Danska)
- Stour (Anglija)
- Strem (Avstrija)
- Streu (Nemčija)
- Střela (Češka)
- Strij (reka) (Ukrajina)
- Strjama (Bolgarija)
- Stropnice/Strobnitz (Avstrija, Češka)
- Storån (več rek na Švedskem)
- Storbodströmmen (Švedska)
- Strömsån (2 reki na Švedskem)
- Strudena (Bolgarija)
- Struma (Strimon) (415 km), Bolgarija, Grčija
- Strumica/ Strumešnica  (Severna Makedonija, Bolgarija)
- Studenica (Srbija)
- Strwiąż/Strivigor (Poljska, Ukrajina)
- Strzegomka (Poljska)
- Stržen (Slovenija)
- Stupčanica (Bosna in Hercegovina)
- Stura del Monferrato (Italija)
- Stura di Demonte (Italija)
- Stura di Lanzo (Italija)
- Subarnarekha (Indija)
- Subocka (Hrvaška)
- Suceava (Romunija/Ukrajina?)
- Suchá (Slovaška)
- Suck (Irska)
- Suda (Rusija)
- Südaue (Nemčija)
- Sude (Nemčija)
- Sugoj (Rusija)
- Suha reka (Bolgarija)
- Suhodolnica (Slovenija)
- Suhona (Rusija)
- Suhre (Švica)
- Suippe (Francija)
- Suir (Irska)
- Sukelj (Ukrajina)
- Sula, ime rek v Ukrajini, Belorusiji in dveh v Rusiji
- Sulak (Rusija)
- Sulby (otok Man)
- Suldalslågen (Norveška)
- Sülz (Nemčija)
- Sumida (Japonska)
- Sunja (reka) (Hrvaška)
- Supij (Ukrajina)
- Supraśl/Sprząśla (Poljska)
- Suran (Francija)
- Suså (Danska)
- Suseån (Švedska)
- Sušica (1. Bosna in Hercegovina; 2. Črna Gora; 3. Srbija)
- Sutina (Hrvaška)
- Sutorina (Hrvaška, Črna Gora)
- Sutjeska (reka) (Bosna in Hercegovina)
- Suturlija/Sutrolija (Bosna in Hercegovina)
- Suvaja (reka) (Hrvaška)
- Suze (Švica)
- Suženjska reka (415 km) (Kanada)
- Svartälven (Švedska)
- Svartån (Švedska, več rek)
- Svärtaån (Švedska)
- Sverkestaån (Švedska)
- Svētaine (Latvija)
- Svēte (Latvija)
- Sviča (Ukrajina)
- Svinka (Slovaška)
- Svir (Rusija)
- Svitava (Češka)
- Svitávka (Češka, Nemčija)
- Svratka (Češka)
- Svržnica (Hrvaška)
- Skwa, Rozoga (Poljska)

## Š
- Šablenska reka (Bolgarija)
- Šandrin (Rusija)
- Šanja (Hrvaška)
- Šari, Chari (1400 km) (Srednjeafr. republ., Čad, Kamerun)
- Šarkanjski Dunavac (Hrvaška)
- Šat el Arab (Irak/Iran)
- Šavnik (reka) (Črna gora)
- Ścinawka /Stěnavá (Poljska /Češka)
- Ščavnica (Slovenija)
- Šelda/Schelde"/"Escaut (360 km) (Francija, Belgija, Nizozemska)
- Šemnica (Sevena Makedonija)
- Šešma (Rusija)
- Šešupė (Litva, Rusija-Kaliningrad)
- Šilka (560 km) (Rusija),
- Šinano (Japonska)
- Širokoleška reka (Bolgarija)
- Širvinta (Litva)
- Šlapanka (Češka)
- Śląska Ochla (Poljska)
- Ślęza (Poljska)
- Šopurka (Ukrajina)
- Štiavnica (Slovaška)
- Št`avnice (Češka)
- Štira (Srbija)
- Štítnik (Slovaška)
- Šuica (reka) (Bosna in Hercegovina)
- Šumetlica (Hrvaška)
- Švarcava (Češka)
- Šventoji (Litva)

_________________________
- Świniec (Poljska)
- Szprotawa (Poljska)
- Szreniawa (Poljska)
- Szum (Poljska)

## T
- Taban (Bolgarija)
- Tablja (hudournik)/Pontebbana, Italija-Furlanija
- Taedong (Severna Koreja)
- Tagajõgi (Estonija)
- Taglio (Italija-Furlanija)
- Taizi (Kitajska)
- Tajo /Tejo (1038 km) (Portugalska, Španija)
- Takta (Madžarska)
- Talachulitna /"Tal" (Aljaska-ZDA)
- Talent (Švica)
- Tamar (Anglija)
- Tambra (Španija)
- Tame (3, Anglija)
- Tamina (Švica)
- Tamiraparani (Indija)
- Tamiš/Timiş (359 km) (Romunija, Srbija)
- Tammaro (Italija)
- Tämnarån (Švedska)
- Tamnava (Srbija)
- Tana/Teno (Norveška/Finska)
- Tanaro (Italija)
- Tänassilma (Estonija)
- Tanew (Poljska)
- Tanjurer (Rusija)
- Tapajós (Brazilija)
- Tápió (Madžarska)
- Tapti (Indija)
- Tara (146 km) (Črna gora, Bosna in Hercegovina)
- Taramaku (Nova Zelandija)
- Taravo (Taravu) (Francija-Korzika)
- Tardes (Francija)
- Tardoire (Francija)
- Tärendöälven (Švedska)
- Tarim (1321 km) (Kitajska)
- Tarn (Francija)
- Tarna (Madžarska)
- Târnava/Târnava Mare (Romunija)
- Târnava Mică (Romunija)
- Tarnon (Francija)
- Taro (Italija)
- Taruheru (Nova Zelandija)
- Tauber (Nemčija)
- Taugl (Avstrija)
- Taurach (Avstrija)
- Taurion (Francija)
- Tava (Indija)
- Tavelån (Švedska)
- Tavna (Bosna in H.)
- Taw (Anglija)
- Tay (193 km) (Škotska)
- Taz (Rusija)
- Tazlău (Romunija)
- Teberda (Rusija)
- Tebra (Litva)
- Tech (Francija)
- Tees (Anglija)
- Tekapo (Nova Zelandija)
- Tekes (Kazahstan, Kitajska-Ujgurija)
- Tekirska Reka (Bolgarija)
- Tel (Indija)
- Teleajen (Romunija)
- Teleorman (Romunija)
- Tellaro (Italija-Sicilija)
- Temenica (Slovenija)
- Temo (Italija-Sardinija)
- Temštica (Temska reka) (Srbija)
- Temza /Thames (346 km), Anglija
- Tena (Norveška/Finska)
- Tengeliönjoki (Švedska)
- Tenna (Italija)
- Tennessee (1049 km) (ZDA)
- Tenza (Italija)
- Teplá (Češka)
- Teplica (Slovaška)
- Ter (Italija-Furlanija)
- Ter (Katalonija) (Španija/Katalonija)
- Tereblja (Ukrajina)
- Terek (Rusija)
- Teresva (Ukrajina)
- Teriberka (Rusija)
- Tērvete (Latvija)
- Tescou (Francija)
- Tesiin Gol (Mongolija, Rusija)
- Testeboån (Švedska)
- Têt (Francija)
- Teteriv (Ukrajina)
- Tha Chin (Tajska)
- Thame (Anglija)
- Thaya/češ. Dyje (Avstrija/Češka-Moravska)
- Thelon River (Kanada)
- Thérain (Francija)
- Thève (Francija)
- Thèze (Francija)
- Thi`ele (Švica)
- Thjórsárver (Islandija)
- Thompson River (Kanada)
- Thon (Francija)
- Thouaret (Francija)
- Thouet (Francija)
- Thur (Švica)
- Tibera /Tevere (406 km) (Italija)
- Țibrin (Romunija)
- Tichá Orlice (Češka)
- Ticino (Švica, Italija)
- Tidan (Švedska)
- Tietar (Španija)
- Tigris (1900 km) (Turčija, Irak, Sirija in Iran)
- Tihaljina (Bosna in Hercegovina)
- Tilment /Tagliamento (178 km), Italija-Karnija/Furlanija
- Timava (Italija)
- Timok (Srbija/Bolgarija)
- Timsälven (Švedska)
- Tinja (reka) (Bosna in Hercegovina)
- Rio Tinto (100 km) (Španija)
- Tirso (Italija-Sardinija)
- Tisa (966 km) (Ukrajina, Romunija, Madžarska, Slovaška, Srbija)
- Tista (Indija/Sikkim)
- Tisovica (Srbija)
- Tisovník (Slovaška)
- Tista/Tistedalselva (Norveška)
- Titerno (Italija)
- Tjačivec (Ukrajina)
- Tjasmin (Ukrajina)
- Tjurina (Rusija)
- Tobol (1591 km) (Kazahstan, Rusija)
- Tocantins (2450 km) (Brazilija)
- Toce (Italija)
- Točiona (Bosna in H.)
- Tolisa (reka) (Bosna in Hercegovina)
- Tolminka (Slovenija)
- Tompo (Rusija)
- Toncina (Italija)
- Tongue (ZDA)
- Tons (Indija)
- Topčijska reka (Bolgarija)
- Topľa (Slovaška)
- Toplica (Hrvaška)
- Toplica (Srbija)
- Topolka (Severna Makedonija)
- Topolnica (Bolgarija)
- Topolog (Romunija)
- Topolovec (Bolgarija)
- Torano (Italija)
- Tordino (Italija)
- Töreälven/Töre (Švedska)
- Torne/Torneälven/Tornio (Švedska/Finska)
- Torysa (Slovaška)
- Töss (Švica)
- Touques (Francija)
- Traisen (Avstrija)
- Traun (Avstrija)
- Trebbia (Italija)
- Trebišnjica (Bosna in Hercegovina)
- Trebižat (Culuša – Ričina – Brina – Suvaja – Matica – Vrlika – Tihaljina – Mlade) (Bosna in Hercegovina)
- Trent (več rek, Anglija)
- Trepča (reka) (Hrvaška)
- Treska (Severna Makedonija)
- Trešanica (Bosna in Hercegovina)
- Trettach (Nemčija)
- Třemonká (Češka)
- Triesting (Avstrija)
- Trieux (Francija)
- Triglavska Bistrica (Slovenija)
- Trigno (Italija)
- Trinity (ZDA)
- Triouzoune (Francija)
- Trnava (2 reki: Hrvaška in Češka)
- Trnavka (2, Slovaška)
- Trnovica (Bosna in Herc.)
- Troesne (Francija)
- Tronto (Italija)
- Trosaån (Švedska)
- Trstionica/Trstivnica (Bosna in Hercegovina)
- Trotuș (Romujija)
- Truyère (Francija)
- Tržiška Bistrica (Slovenija)
- Bramaputra (Kitajska/Tibet, Indija)
- Tuba (Rusija)
- Tuhársky potok (Slovaška)
- Tul (Anglija)
- Tuloma (Rusija)
- Tulva (Rusija)
- Tumen/Tuman/Duman (Sev. Koreja/Kitajska/Rusija)
- Tumnin (Rusija)
- Tunaån (Švedska)
- Tundža (Bolgarija, Turčija, Grčija)
- Tungnaá (Islandija)
- Tungabhadra (Indija)
- Tuostah (Rusija)
- Tur /Túr (Romunija, Madžarska)
- Turanganui (Nova Zelandija)
- Turia (Španija)
- Turiec (2, Slovaška)
- Turija (Bosna in H.; 2.Severna Makedonija, 3.Ukrajina)
- Turňa (Slovaška)
- Turunčuk (Ukrajina)
- Tusciano (Italija)
- Tuščica (Bosna in H.)
- Tutana (Romunija)
- Tuul Gol (Mongolija)
- Tvärån (Švedska)
- Tweed (Škotska)
- Twizel (Nova Zelandija)
- Tyne (Anglija)

## U
- Uawa (Nova Zelandija)
- Ubangi, Oubangui, Ubangui (1060 km)(Vzhodni Kongo, Srednjeafriška r.)
- Ublya (Slovaška, Ukrajina)
- Ucayali (2,238 km) Peru
- Učja/Uccea (Italija, Slovenija)
- Uda (Rusija)
- Udaj (Ukrajina)
- Udava (Slovaška)
- Uecker (Nemčija)
- Ufa (Rusija-Baškirija)
- Ufita (Italija)
- Ugar (Bosna in Herc.)
- Uggerby Å (Danska)
- Ugra (Rusija)
- Ugrić (Bosna in Herc.)
- Ugrovača (Bosna in Hercegovina)
- Úhlava (Češka) Úhlavka / Úlava?
- Uj (Rusija, Kazahstan)
- Ukrina (Bosna)
- Ulička (Slovaška)
- Ulkan (Rusija)
- Ulla (Španija-Galicija)
- Ulster (Nemčija)
- Ulvåa (Norveška)
- Umba (Rusija)
- Umbusi (Estonija)
- Ume /Umeälven (Švedska)
- Una (214 km) (Hrvaška, Bosna in Hercegovina)
- Unac (Bosna in Hercegovina),
- Unica (Slovenija)
- Unstrut (Nemčija)
- Úpa (Češka)
- Ural (2428 km) (Rusija, Kazahstan)
- Ure (Anglija)
- Upperudsälven (Švedska)
- Urft (Nemčija)
- Urluia (Romunija)
- Urugvaj (1838 km) (Urugvaj, Argentina)
- Usa (Rusija)
- Usk (Wales)
- Usora (Bosna in Herc.)
- Usuri (Kitajska/Rusija)
- Utinja (Hrvaška)
- Utterån (Švedska)
- Uvac (Srbija, Bosna in Hercegovina)
- Uvan/Uvån? (Švedska)
- Uvelka (Rusija)
- Už/Uh (Ukrajina, Slovaška)

## V
- Vˇača/Въча (Bolgarija)
- Vaga (reka) (Rusija)
- Vaganec (Bosna in Hercegovina)
- Vaggeälven (Švedska)
- Vah (reka) (Rusija)
- Váh (403 km), Slovaška
- Vaigai (Indija)
- Vaige (Francija)
- Väike Emajõgi (Estonija)
- Vaikkojoki (Finska)
- Vainganga (Indija)
- Vajont (Italija)
- Valapattanam (Indija-Kerala)
- Valave (Šrilanka)
- Valbonë/Valbona (Albanija)
- Valea Danului (Romunija)
- Valea Iașului (Romunija)
- Valea lui Stan (Romunija)
- Valea Lupului (Romunija)
- Valeacu Pești (Romunija)
- Valepp (Nemčija, Avstrija)
- Valgejõgi (Estonija)
- Valira (Andora, Španija)
- Valová (Češka)
- Vâlsan (Romunija)
- Valser Rhein (Švica)
- Valsura (Italija-Južna Tirolska)
- Vanån (Švedska)
- Vändra (Estonija)
- Vang (Tajska)*
- Vängelälven (Švedska)
- Vapa (Srbija)
- Vapstälven (Švedska)
- Var (Francija)
- Vara (Italija)
- Varaita (Italija)
- Varda (Indija)
- Vardar, Aixios (Axios) (388 km) (Sev. Makedonija, Grčija)
- Varde Å (Danska)
- Varenne (Francija)
- Varjisån (Švedska)
- Varta "Warta" (Poljska)
- Vārtaja (Latvija)
- Varzuga (Rusija)
- Vasiljevskaja (Rusija)
- Västerdalälven (Švedska)
- Vaška (Rusija)
- Vatnsdalsá (Islandija)
- Vaucouleurs (Francija)
- Vauvise (Francija)
- Vechte/Vecht (Nemčija, Nizozemska)
- Vedavathi (Indija)
- Vedea (Romunija)
- Vefsna (Norveška)
- Vege å/Vege (Švedska)
- Vègre (Francija)
- Veig (Norveška)
- Veleka (Bolgarija)
- Velička (Češka)
- Velika (reka) (Bosna in H.)
- Velikaja (Rusija)
- Velika Krka/Kerka (69 km), (Slovenija, Madžarska)
- Velika rijeka (Hrvaška)
- Velika Utinja (Hrvaška)
- Veliki Bački kanal (Srbija)
- Velino (Italija)
- Velise (Estonija)
- Velpe (Belgija)
- Velunja (Sloveija)
- Veman (Švedska)
- Vemeljski Dunavac (Hrvaška)
- Vendée (Francija)
- Venoge (Švica)
- Venta (Litva, Latvija)
- Verdon (Francija)
- Verdura (Italija-Sicilija)
- Vère (Francija)
- Verhnjaja Tajmira (Rusija)
- Verke (Ukrajina)
- Versa (2 reki, Italija)
- Verzée (Francija)
- Veselina (Bolgarija)
- Vesgre (Francija)
- Vesle (Francija)
- Vesljana (Rusija)
- Vestari-Jökulsá (Rusija)
- Veternica (Srbija)
- Vetluga (Rusija)
- Veveyse (Švica)
- Veyre (Francija)
- Veyron (Švica)
- Vezera "Vézère", (Francija)
- Viana (Italija)
- Viaur (Francija)
- Viaur (Francija)
- Victoria (reka) (Avstralija)
- Vičegda (1130  km) (Rusija)
- Vidå(en) (Danska)
- Vidak (Hrvaška)
- Vidima (Bolgarija)
- Vidbol (Bolgarija)
- Vidourle (Francija)
- Vieille Autize (Francija)
- Vienne (372 km) (Francija)
- Vierydsån (Švedska)
- Viesīte (Latvija)
- Vietasätno (Švedska)
- Vièze (Švica)
- Vigala (Estonija)
- Vilaine (225 km; bretonsko Gwilwen) (Francija)
- Viljuj (2650 km) (Rusija)
- Villgratenbach (Avstrija)
- Vilnia (Litva)
- Vils (2, Nemčija)
- Vindelälven/Vindel (Švedska)
- Vipava (49 km) (Slovenija, Italija)
- Virån (Švedska)
- Vire (Francija)
- Virga (Litva)
- Vis (Francija)
- Viskan (Švedska)
- Visla (1047 km) (Poljska)
- Visočica (Bolgarija, Srbija)
- Vispa (Švica)
- Vistån (Švedska)
- Visun/Vulsun/Isun (Ukrajina)
- Višera (Rusija)
- Vit (Bolgarija)
- Vitån (Švedska)
- Vittangiälven (Švedska)
- Vlára (Češka)
- Vitim (1940 km) (Rusija)
- Vitovnica (Srbija)
- Vitunjčica (Hrvaška)
- Viživka (Ukrajina)
- Vjatka (1314 km) (Rusija)
- Vjosa (Grčija, Albanija)
- Vlasina (Srbija)
- Vlašimská Blanice (Češka)
- Vltava (430 km) Češka
- Vöckla (Avstrija)
- Voćinska rijeka (Hrvaška)
- Voglajna (Slovenija)
- Vogošća (Bosna in Hercegovina)
- Võhandu (Estonija)
- Voire (Francija)
- Vojmån (Švedska)
- Vojniška reka (Bolgarija)
- Vojskova (Bosna in Herc.)
- Volane (Francija)
- Volarica (Bosna in Herc.)
- Volavica (Hrvaška)
- Volga (3530 km) (Rusija)
- Volhov (Rusija)
- Volme (Nemčija)
- Volta (1500 km) (Gana, Burkina Faso)
- Volturno (Italija)
- Volyňka (Češka)
- Vomano (Italija)
- Vonne (Francija)
- Vorderrhein (Švica)
- Vorja (Rusija)
- Vorma (Norveška)
- Vorona (reka) (Rusija)
- Voronež (reka) (Rusija)
- Vorskla (Rusija, Ukrajina)
- Voueize (Francija)
- Vovča (Ukrajina)
- Voxnan (Švedska)
- Vrba, reka (2 razl.: Hrvaška, Bosna in Hercegovina)
- Vrbanja (Bosna in Hercegovina)
- Vrbas (Bosna in Hercegovina)
- Vrbka (Češka)
- Vrlika (reka) (Hrvaška)
- Vruja (Črna Gora)
- Vsetínská Bečva (Češka)
- Vučica (reka) (Hrvaška)
- Vuka (reka) (Hrvaška)
- Vuoksi (Finska, Rusija)
- Volynka (Češka)
- Vuger (Hrvaška)
- Vydra (Češka)

- Waal (reka) (Nizozemska)
- Wabash (ZDA)
- Wabe (Nemčija)
- Wadąg (Poljska)
- Waiapu (Nova Zelandija)
- Waiau (Nova Zelandija)
- Waihou (Nova Zelandija)
- Waikato (Nova Zelandija)
- Waimakariri (Nova Zelandija)
- Waimata (Nova Zelandija)
- Waimea (Nova Zelandija)
- Waipaoa (Nova Zelandija)
- Wairau (Nova Zelandija)
- Wairoa (Nova Zelandija)
- Waitaki (Nova Zelandija)
- Wandse (Nemčija)
- Warnow (155 km) (Nemčija)
- Waveney (Anglija)
- Wda=Czarna Woda (Poljska)
- Wear (Anglija)
- Wedder (Nemčija)
- Welland (Chippawa Creek) (Kanada)
- Vei (Kitajska)
- Weiße Laber (Unterbürger Laber) (Nemčija)
- Wel (Poljska)
- Welna (Poljska)
- Wensum/Yare (Anglija)
- Werra (Nemčija)
- Werre (Nemčija)
- Wertach (Nemčija)
- Weschnitz (Nemčija)
- Weser (Nemčija)
- Wetlina (Poljska)
- Wetschaft (Nemčija)
- Wetter (Nemčija)
- Whakatane (Nova Zelandija)
- Whangaehu (Nova Zelandija)
- Whanganui (Nova Zelandija)
- Whareama (Nova Zelandija)
- Wharfe (Anglija)
- White River (Arkansas)
- Widawa (Poljska)
- Wiehe (Nemčija)
- Wien (reka) (Avstrija)
- Wieprz (Poljska)
- Wieprza (Poljska)
- Wierzyca (Poljska)
- Wietze (Nemčija)
- Wiese (Nemčija)
- Wiesent (Nemčija)
- Wigger (Švica)
- Wind (ZDA)
- Winkeltalbach (Avstrija)
- Wipper (Nemčija)
- Wipperau (Nemčija)
- Wisconsin (reka) (ZDA)
- Wisłok (Poljska)
- Wisłoka (Poljska)
- Witham (Anglija)
- Wkra (Poljska)
- Wojczechówka (Poljska)
- Wołosaty/Volosatka (Poljska)
- Wörnitz (Nemčija)
- Wulka (Avstrija)
- Wümme (Nemčija)
- Wupper (Nemčija)
- Würm (Nemčija)
- Wuttach (Nemčija)
- Wye /Afon Gwy (Wales, Anglija)

## X
- Šar Moron (Kitajska)
- Šjada (Kitajska)
- Šiliao (Kitajska)

## Y
- Jalu/Amnok (Kitajska/Severna Koreja)
- Janghe (Kitajska)
- Yarlung Tsangpo (Kitajska)
- Yarra (Avstralija)
- Ybbs (Avstrija)
- Yellowstone (1114 km) (ZDA)
- Yères (Francija)
- Yerres/Yerre? (Francija)
- Yèvre (Francija)
- Yon (Francija)
- Yser (Francija)
- Ytterån (Švedska)
- Jingna (Kitajska)
- Jom (Tajska)
- Jongding (Kitajska)
- Yonne (Francija)
- Ysper (Avstrija)
- Ytri-Rangá (Islandija)

## Z
- Zagorska Mrežnica (Hrvaška)
- Zagyva (Madžarska)
- Zaj (Rusija)
- Zajaska reka (Severna Makedonija)
- Zala (139 km) Madžarka
- Zalomka (Srbija, Bosna in Hercegovina)
- Zambezi (2574 km) (Zambija, Angola, Namibija, Bocvana, Zimbabve, Mozambik)
- Zarafshon (Tadžikistan, Uzbrkistan)
- Zarka (Jordanija)
- Zavhan (Mongolija)
- Zaya (Avstrija)
- Zdena (Bosna in Hercegovina)
- Zdobnice (Češka)
- Zeja (1242 km) (Rusija)
- Zelina (Hrvaška)
- Zeller Ache (Avstrija)
- Zeller Bach (Avstrija)
- Zeta (65/89 km) (Črna gora)
- Zêzere (Portugalska)
- Žuanghe (Kitajska)
- Zielawa (Poljska)
- Zihl (Švica)
- Zilja (125 km), Avstrija-Koroška
- Ziljica (Italija, Avstrija-Koroška)
- Ziller (Avstrija-Tirolska)
- Zirjanka (Rusija)
- Zlatica (Romunija, Srbija)
- Zletovska reka (Severna Makedonija)
- Zlotska reka (Srbija)
- Zmajevački Dunavac (Hrvaška)
- Zovičica (Bosna in H.)
- Zrmanja (Hrvaška)
- Zrnovska reka (Severna Makedonija)
- Zschopau (češ./slovansko Sapava ali Šopava) (Nemčija)
- Zújar (Španija)
- Zujevina (Bosna in Hercegovina)
- Zusam (Nemčija)
- Zwickauer Mulde (Nemčija)

## Ž
- Žejbro (Češka)
- Želivka (Češka)
- Željeznica (Bosna in Herceg.)
- Žepa (Bosna in H.)
- Žirovnica (Hrvaška)
- Žirovnice (Češka)
- Žitava (Slovaška)
- Žizdra (Rusija)
- Žuravka (Rusija)